# Benevento
Benevento (AFI: [beneˈvɛnto], ; Beneviento [bənəˈvjentə] in dialetto beneventano) è un comune italiano di 55 369 abitanti, capoluogo dell'omonima provincia in Campania.
In età preromana Benevento, con il nome osco di Malventum, fu forse l'insediamento più rilevante della tribù sannitica degli Irpini. I Romani la rinominarono Beneventum, dopo che vi ebbero fondato una colonia. Importante snodo viario nell'Italia centromeridionale antica, in età romana Benevento era attraversata dalla via Appia ed era punto di partenza della via Traiana. La città conserva cospicue vestigia di tale epoca (come l'arco di Traiano, arco onorifico tra i meglio conservati) in buona parte comprese nel sito Patrimonio dell'umanità UNESCO denominato Via Appia. Regina Viarum. Fu poi decisivo per la storia cittadina il ruolo di capitale di un ducato, poi principato longobardo esteso su un'ampia porzione dell'Italia meridionale, e sopravvissuto a lungo anche alla caduta del Regno longobardo: emblema di tale periodo è la chiesa di Santa Sofia, facente parte con l'annesso chiostro del sito UNESCO Longobardi in Italia: i luoghi del potere.
Benevento è anche sede di un'arcidiocesi fra le più antiche.

## Geografia fisica

### Territorio

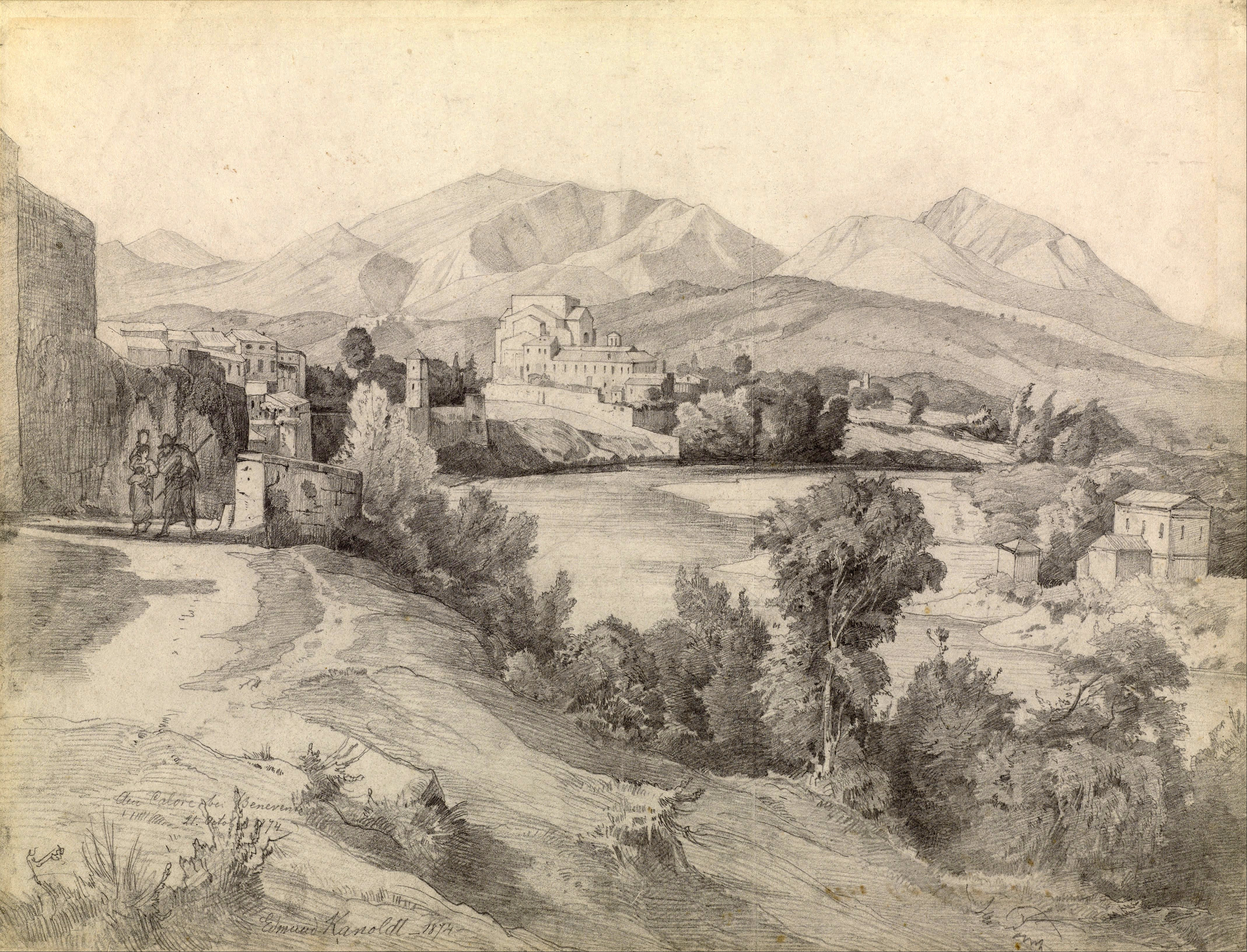
Il lungocalore nel XIX secolo in un disegno dell'artista tedesco Edmund Kanoldt. Sullo sfondo sono le cime della "Dormiente del Sannio"

La città si trova nell'entroterra appenninico della Campania, alla confluenza tra due fiumi: il Calore, tributario del Volturno, e il Sabato, che confluisce nel Calore in contrada Pantano, poco a ovest del centro cittadino. Un terzo fiume, il Tammaro, sbocca nel Calore all'altezza di Ponte Valentino, presso l'omonima zona industriale.
Il territorio su cui si estende la città è piuttosto ondulato: il centro infatti si eleva su una modesta collina nel mezzo della vallata, mentre alcune contrade sorgono su altri poggi circostanti. L'altezza sul livello del mare della sede comunale è pari a 135 m, con una minima di 80 m ed una massima di 495 m, pari a un'escursione di 415 m. Il basamento geologico su cui poggia l'area urbana è costituito dall'unità di Ariano (formazione detritica di origine pliocenica), cui si sovrappongono depositi alluvionali e piroclastici (questi ultimi legati alle eruzioni dei vulcani dell'area campana).
L'intero centro abitato è posto in una grande conca circondata da alture; a ovest, in particolare, oltre la Valle Vitulanese, si trova il massiccio del Taburno Camposauro: le sue cime, viste dalla città, disegnano la sagoma di una donna distesa, detta la "Dormiente del Sannio". Dalla parte più alta della città si possono scorgere inoltre le cime del monte Mutria, del Matese a nord-ovest, l'alta cortina del Partenio con il monte Avella a sud-ovest e i colli dell'Arianese con le appendici dei monti Dauni a oriente.

### Clima
Benevento presenta un clima tipicamente mediterraneo, con temperatura media annua di 15,8 °C. La temperatura media del mese più freddo (gennaio) è 6,5 °C, quella del mese più caldo (luglio) è di 26,5 °C. In inverno si verificano ciclicamente precipitazioni nevose, mentre l'estate si presenta alquanto afosa, con periodiche ondate di calura: ad esempio, il 18 luglio 1884 la temperatura raggiunse i 42 °C. L'umidità nel periodo invernale è mediamente del 72%, in quello estivo del 57%.
Il clima di Benevento ha però tratti più continentali rispetto a quello, di tipo marittimo, della fascia costiera tirrenica e della pianura campana. Nel semestre invernale la temperatura in genere è più bassa; le nebbie, le brine e, talvolta, le gelate (con temperature di qualche grado sottozero) sono relativamente più frequenti. A breve distanza dalla costa le correnti perturbate provenienti dal mar Tirreno incontrano i primi baluardi dell'Appennino campano, dietro ai quali si ha una fascia di ombra pluviometrica, sicché Benevento riceve un quantitativo di pioggia nettamente inferiore rispetto ad altre zone della regione ben più piovose, quali l'Irpinia occidentale, il Salernitano e parte del Casertano.

#### Terremoti
Il territorio cittadino è considerato ad elevato rischio sismico. Nel corso della storia si sono verificati molti terremoti in città, alcuni con epicentro nel Sannio-Matese, altri nell'Irpinia; in più occasioni Benevento è stata pressoché rasa al suolo.

#### Alluvioni
La zona bassa di Benevento è periodicamente soggetta ad alluvioni.
- Alluvione di Benevento del 2 ottobre 1949

Il 2 ottobre le piogge gonfiarono oltre il limite il bacino idrografico beneventano (in particolare il fiume Calore) che ancora portava su di sè i segni del secondo conflitto mondiale .La struttura dell’antico Ponte Vanvitelli, bassa e a sei fornici, non era adatta a sopportare la nuova portata del fiume causata dal restringimento del letto. Fu così che il medesimo ponte divenne una vera e propria diga, riversando il flusso del fiume per le strade della città. Anche allora le zone del Pantano e di contrada Ponticelli furono le più colpite oltre al rione ferrovia.
Circa venti morti e ingenti danni agli edifici e alle infrastrutture pesarono sulla rinascente economia cittadina.

##### Alluvione del 19 ottobre 1961
A causa del notevole apporto di pioggia, nella mattinata del 19 ottobre si ebbe un rapido incremento dei livelli idrici dei fiumi: alle ore 9 il livello del fiume Calore Irpino, al Ponte Vanvitelli era di 3 m sopra il livello di magra, raggiungendo circa 6 m alle ore 10:15, senza allagare l'abitato, a differenza di quanto accadde in provincia, dove provocò estesi allagamenti di terreni coltivati. Il Calore Irpino non esondò nell'abitato, ma solo ad ovest di esso, grazie all'efficacia degli interventi di sistemazione fluviale eseguiti dopo l'alluvione del 1949 (sostituzione del vecchio Ponte Vanvitelli con tratti più ampi, costruzione di muri di contenimento, livellamento e allargamento dell'alveo) e alla non concomitanza delle piene di due principali affluenti del Calore Irpino: i fiumi Ufita e Tammaro.
Il fiume Sabato, a differenza del Calore Irpino, esondò copiosamente nell'area urbana. Le acque fuoriuscirono dagli argini nei pressi del ponte di Santa Maria degli Angeli che si comportò come una diga rispetto al flusso idrico. Durante l'evento di piena, il fiume raggiunse una portata di circa 1100 m³/s, quasi il doppio del valore stimato per l'evento di piena del 1949. Dalle 10:45 alle 12:30, il livello del fiume Sabato diminuì di 1 m, mentre quello del Calore si ridusse solo di 10 cm a causa del continuo apporto idrico del fiume Tammaro. Dopo circa quattro ore e mezza, alle 17:00, il livello del fiume Calore era di 3 m sopra il livello di magra e quello del fiume Sabato era di 1,20 m.
Nel complesso, l'alluvione colpì circa 800 persone. Su un totale di 229 case allagate, 159 subirono danni. Di queste, 52 (33%) subirono danni lievi, 64 danni gravi (40%) e 43 danni molto gravi (27%). Furono segnalati danni anche a oltre 70 aziende industriali, artigianali e commerciali. Inoltre, le colture patirono danni ingenti. Si ebbero dissesti anche in alcuni tratti delle rive del fiume Sabato e in alcune strade cittadine.
- Alluvione di Benevento del 15 ottobre 2015

Le cause principali sono le abbondanti piogge cadute sull'Appennino campano con il terreno arrivato a saturazione, ossia incapace di assorbire altra acqua; il corso d'acqua che ha creato maggiore scompiglio alle popolazioni del beneventano è stato ancora il fiume Calore il quale ha raggiunto livelli di piena inauditi grazie anche al cattivo stato del proprio alveo e alle forti piene dei suoi affluenti. Le zone più colpite dall'alluvione sono state c.da Pantano, q.re Ponticelli, zona industriale Ponte Valentino.

## Storia

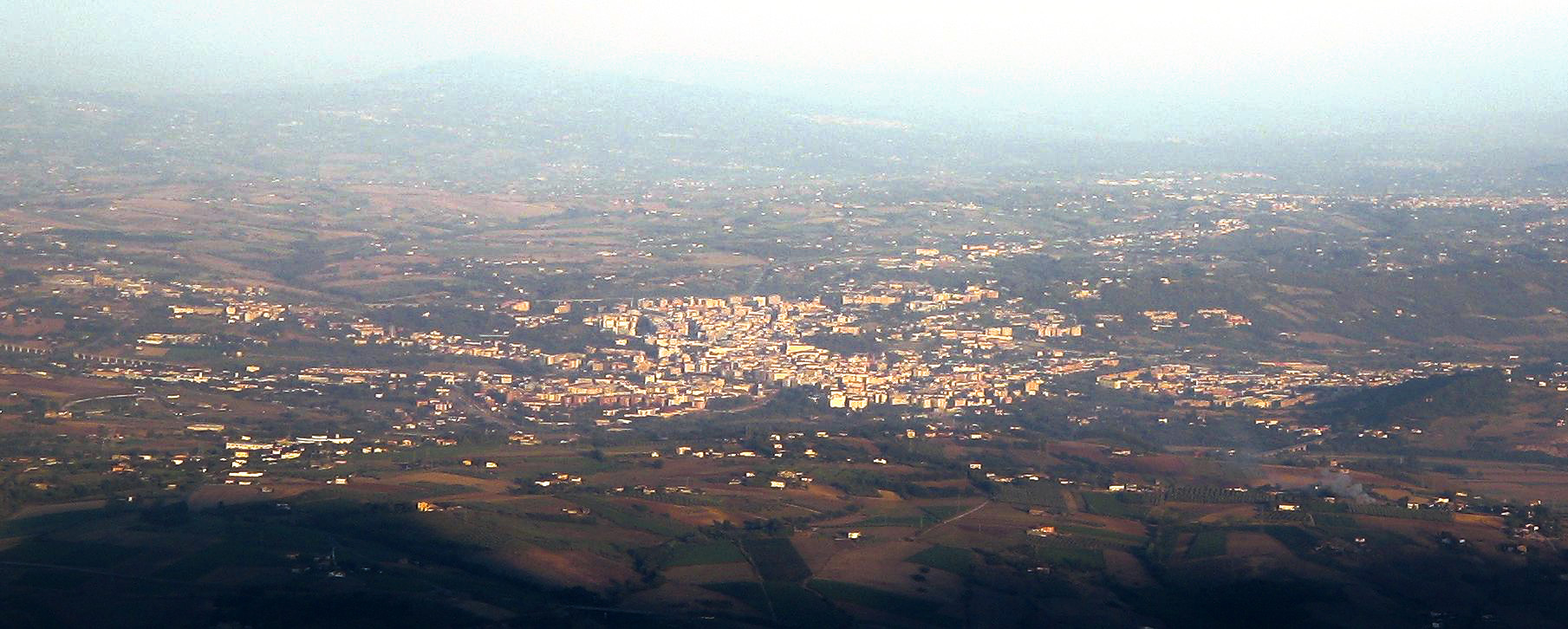
Panorama di Benevento dal Monte Pentime, nella catena montuosa del Taburno Camposauro

(Carlo Torre, Atti parlamentari dello Senato, Volume 2, E. Botta, 1861, p. 526)

### Le origini
La posizione strategica e le condizioni ambientali della zona hanno costituito un valido motivo di attrazione per le popolazioni di varie epoche. Durante il corso degli anni in vari scavi occasionali sono state trovate diverse tracce di insediamenti ascrivibili al periodo neolitico. Nella seconda metà del Novecento è stata rinvenuta, nel corso di un'esplorazione archeologica nel giardino dell'ex-collegio La Salle in piazzetta Vari, una necropoli dell'orientalizzante antico (fine VIII - inizi VII secolo a.C.). Altri manufatti di ceramica e bronzo (VIII-VII a.C.), rinvenuti in diverse campagne di scavo, si conservano nel museo del Sannio.
Una successiva fase della storia di Benevento è legata alle vicende dei Sanniti. È probabile che il territorio beneventano fungesse da punto di incontro tra le diverse tribù sannitiche degli Irpini (i quali, stanziati anche sulle retrostanti alture, dovevano tenere il controllo diretto dell'area), dei Pentri e dei Caudini. Ad ogni modo la presenza umana era inizialmente di tipo prettamente rurale, con pochi villaggi sparsi ad economia agro-pastorale. A partire però dal IV secolo a.C. (ossia al tempo delle guerre sannitiche) si sviluppò un insediamento più organizzato, di tipo proto-urbano e in posizione meglio difendibile; a tale periodo risalgono infatti due necropoli sannitiche venute alla luce poco distanti tra loro, una ancora nei pressi dell'ex Collegio La Salle e l'altra alla Rocca dei Rettori, caratterizzate dalla presenza di tumuli di terra di forma diverse che coprono una o più sepolture. Notevole tra queste una tomba realizzata in blocchi di tufi giallo e grigio, squadrati e connessi tra di loro a formare una cassa chiusa da una copertura a baule; in essa è stata rinvenuta una scala di accesso realizzata mediante la costipazione in gradini di scaglie di lavorazione dei blocchi. All'interno lo scheletro era fornito di un corredo non molto abbondante ma di gran pregio rappresentato da una patera bronzea che conteneva un coltello in ferro, due fibule in ferro e una fibbia in bronzo. Una necropoli coeva è stata trovata poi alla periferia della città, in contrada Olivola, dove sono venute alla luce tombe di guerrieri con cinturoni ed armi.

### Età romana

Il criptoportico romano o Grottoni dei Santi Quaranta in una foto di fine XIX secolo

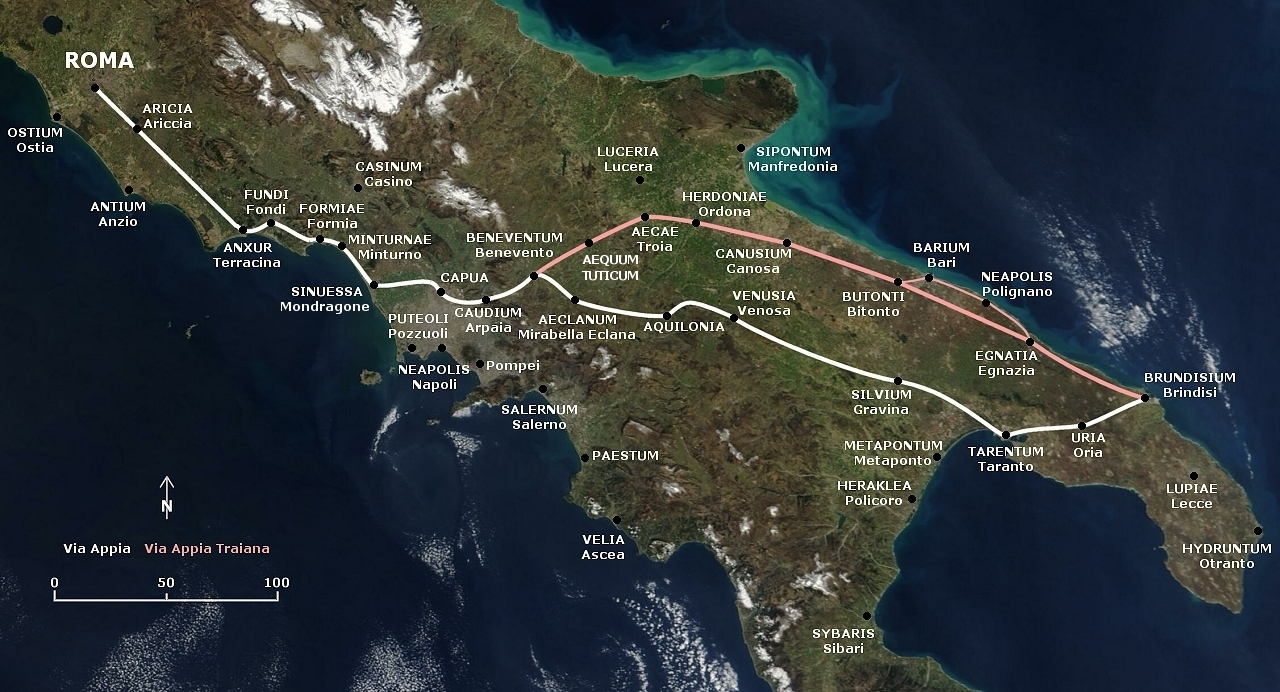
I percorsi della via Appia e della via Traiana convergenti a Benevento

Maleventum compare per la prima volta nella storia romana nel 314 a.C., quando è citata tra i luoghi in cui si svolse la seconda guerra sannitica; nei suoi pressi, infatti, le legioni di Papirio Cursore e di Bibulco sconfissero le truppe sannitiche. Nelle vicinanze della città, nel 297 a.C., il console romano Publio Decio Mure, avrebbe sconfitto durante la terza guerra sannitica gli Apuli, impedendo in tal modo il ricongiungimento con i Sanniti.
Nel 275 a.C., i Romani vinsero Pirro, venuto in Italia con i suoi elefanti: questo fatto si dimostrò fondamentale per lo sviluppo della città. Per assicurarsi il possesso di Benevento, venne dedotto nel 268 a.C. il primo stanziamento di coloni romani con diritto latino. A quest'epoca risale il nome di Beneventum, mutato da Maleventum, considerato di cattivo augurio.
Durante la seconda guerra punica, vennero combattute due battaglie decisive: nel 214 a.C. il generale cartaginese Annone fu sconfitto da T. Gracco; nel 210 a.C., il campo di Annone venne assalito e preso dal console Q. Fulvio. Nel 209 a.C. fu una delle diciotto colonie latine a somministrare contingenti di uomini e denaro per continuare la guerra.
Nell'86 a.C., i Romani la elevarono al rango di municipium; a quel tempo la città era posta all'incrocio tra la via Appia e la via Minucia. Intorno al 7 d.C. Augusto distacca definitivamente la città dal Sannio e la aggrega alla regio II Apulia et Calabria, ossia alla Puglia. Nerone vi deduce una nuova colonia, che prende il nome di Concordia, come è documentato anche nelle iscrizioni del regno di Settimio Severo: Colonia Julia Augusta Concordia Felix. In seguito l'imperatore Adriano la unì alla provincia di Campania.
Benevento trasse particolari benefici dall'essere situata su un'importante arteria di comunicazione quale era al tempo la via Appia. Traiano la scelse quale punto di partenza per la via che prese il suo nome (la via Traiana, variante dell'Appia da Benevento a Brindisi, parzialmente sovrappostasi alla via Minucia). Fu così che per tutto il III e IV secolo d.C. la città prosperò in modo particolare, arricchendosi di numerosi monumenti.
Sede vescovile a partire dal IV-V secolo, fu quasi interamente distrutta da un terribile terremoto nel 369 d.C., segnando il suo lento ed inesorabile declino, favorito anche dalla crisi dell'Impero romano d'Occidente.
Nel 410 d.C., subì l'invasione dei Visigoti e nel 455 quella dei Vandali. Poco tempo dopo, si verificò la caduta dell'Impero Romano d'Occidente.

### Medioevo

Il Ducato di Benevento nell'VIII secolo

Nel 490 d.C. fu presa dai Goti, nel 536 o 537 liberata da Belisario e nel 545 conquistata e saccheggiata da Totila, durante la Guerra greco-gotica, un conflitto quasi ventennale che vide contrapposti l'Impero bizantino agli Ostrogoti.
Nel 571 i Longobardi vi fondarono il ducato di cui Zottone fu il primo duca fino al 591. Secondo duca fu Arechi I (noto nelle fonti anche come Arigiso) (592-641). Terzo duca fu Aione (641-642). Quarto duca fu Radoaldo (643-661). Quinto duca fu Grimoaldo (651-662), che divenne anche Re dei Longobardi nel 661. Sesto duca fu Romualdo I o (noto nelle fonti anche come Romoaldo) (663-687). Settimo duca fu Grimoaldo II (687-689). Ottavo duca fu Gisulfo I (689-705). Nono duca fu Romualdo II (706-731). Decimo duca fu Audelaio (731-733). Undicesimo duca fu Gregorio (733-739). Dodicesimo duca fu Iodescalco o Godescalco (740-742). Tredicesimo duca fu Gisulfo II (742-751). Penultimo duca fu Liutprando (752-758). L'ultimo fu Arechi II, genero di re Desiderio, dal 758 al 787. Protetto dalla sua grandezza, dalla situazione appartata e dalle difficoltà di portarvi e sostenervi guerra, il ducato si mantiene incolume davanti alla minaccia dei Franchi e lo stesso Carlo Magno è costretto ad arrestarsi ai suoi confini. Nell'840, dopo la morte violenta di Sicardo, il dominio fu diviso nei due principati di Benevento e Salerno e nella contea di Capua. Nel secolo successivo l'Impero bizantino tornava però alla carica riuscendo ad occupare Benevento tra l'891 e l'894. Seguì la serie dei principi indipendenti di Capua e Benevento, da Radalgisio a Landolfo VI. Nel 969, papa Giovanni XIII innalzò Benevento a Chiesa metropolitana. Il principato finì nel 1053 con la battaglia di Civitate e la presa di Benevento da parte di Riccardo I di Aversa e Roberto il Guiscardo. Nel 1077, Enrico III la cedette alla Chiesa.
Fu per qualche anno in mano ai Normanni (1078 - 1081), rimanendo poi per secoli un'enclave pontificia nel Regno di Napoli, governata da rettori papali, pur fra alterne vicende: vi furono infatti tentativi di conquistarla da parte di Federico II e Manfredi di Svevia, che qui rimase ucciso in una battaglia contro Carlo I d'Angiò. Fu sottratta alla Chiesa durante le lotte tra Angioini e Aragonesi.

### Età moderna

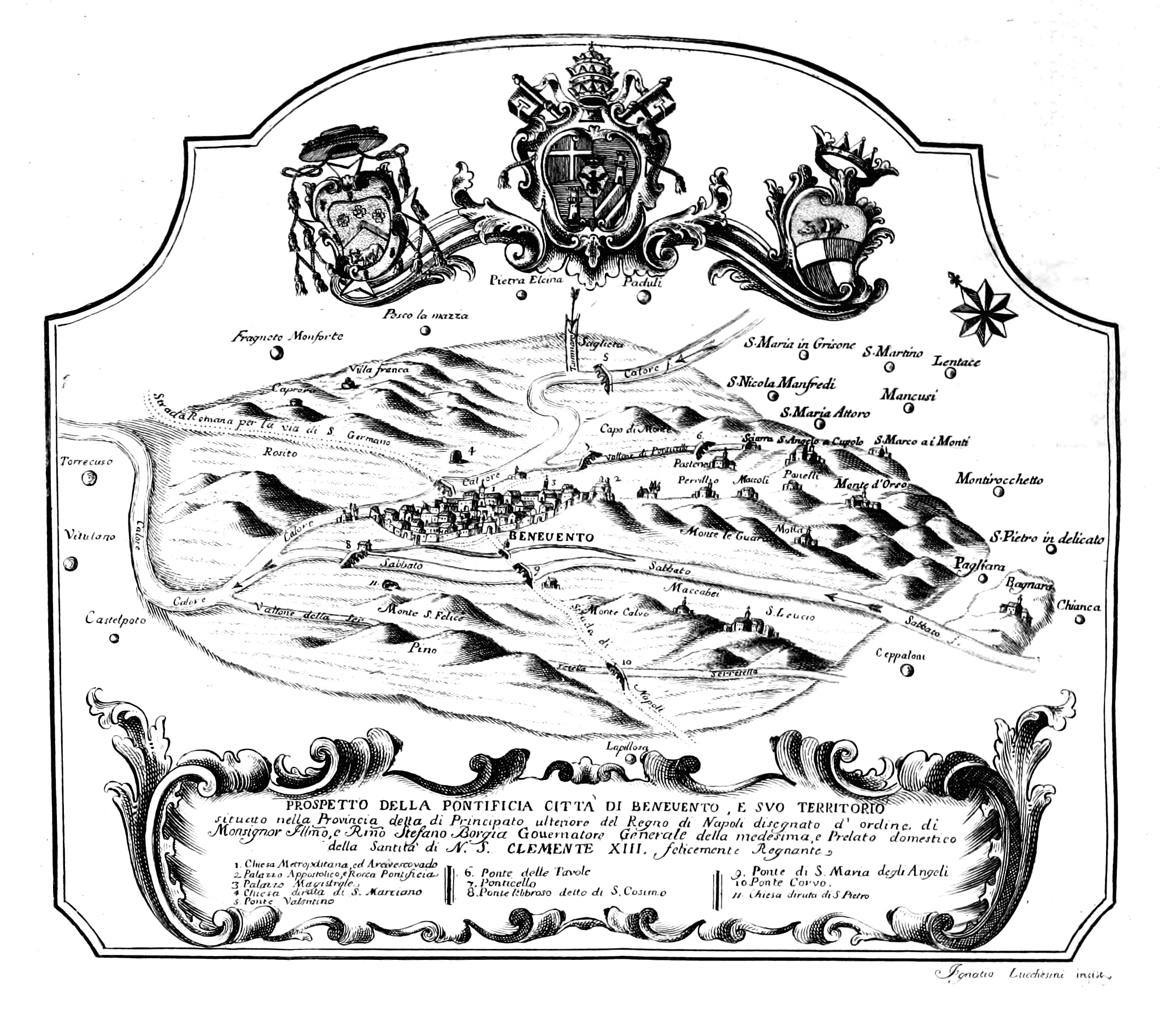
L'enclave pontificia di Benevento in una mappa del 1763.

Il suo stato di enclave pontificia nel Regno di Napoli, governata da rettori papali continuò anche in epoca più moderna.
Nel 1458, papa Callisto III, alla vigilia della sua morte, ricreò per il nipote Pedro Luís il ducato di Benevento, infeudazione illusoria, in quanto la città era saldamente tenuta da re Ferrante.
Alessandro VI, per non essere da meno, confermando a Federico d'Aragona l'investitura del regno di Napoli, nel 1497 l'ottiene per il figlio Giovanni, già duca di Gandia, principe di Tricarico, conte di Carinola e di Chiaromonte, nonché Gonfaloniere della Chiesa. Benevento fu poi turbata dalle lotte intestine sorte tra la fazioni di Castello e della Fragola (Fravola), concluse con la pace del 1530.
Nel Seicento, però, pestilenze, carestie e terremoti annientarono gli sforzi compiuti e impoverirono sempre più la città. Benevento ritrova serenità sotto il papa, salvo un breve assedio operato dagli spagnoli dal 4 settembre al 28 settembre 1633, scrive infatti lo storico Gregorovius: "La città si considerava come repubblica sotto l'alto patrocinio dei Papi, ed essa sopportava codesta forma di supremazia papale, perché vi trovava modo di usare una libertà maggiore di quella che un altro reggimento le avrebbe consentito".
Quando la città venne distrutta dal terremoto del 1688 il cardinale arcivescovo Orsini, futuro papa Benedetto XIII, uscì indenne dalle rovine del suo palazzo. Egli non solo provvide a ricostruire la città, ma ne incrementò tutte le attività finché il sisma del 1702 devastò nuovamente Benevento. Nonostante ciò il pastore non desisté dalla sua opera, tanto da essere celebrato come Alter Conditor Urbis ("nuovo fondatore della città").
Con l'arrivo in Italia di Napoleone Bonaparte nel 1798, Benevento fu dapprima occupata da Ferdinando IV di Borbone. In seguito, Napoleone la fece sede di un nuovo principato, retto dal Talleyrand (1806). Tornata alla Chiesa con la Restaurazione, nel 1860 i garibaldini di Salvatore Giuseppe Rampone la sottrassero al dominio pontificio, e fu così annessa al nascente Regno d'Italia e proclamata capoluogo di Provincia.

### Dopo l'unità d'Italia

Piazza Risorgimento, progettata tra le due guerre mondiali

Cominciava così una nuova vita per la vetusta città, che riprendeva nel Mezzogiorno d'Italia la sua funzione, sviluppandosi notevolmente nel suo complesso urbano ed arricchendosi di nuovi edifici, progredendo nell'agricoltura, specie nella coltivazione dei tabacchi e dei cereali, nelle famose industrie dolciarie, meccaniche, dei liquori, del legno, dei laterizi, nei suoi floridi commerci, nelle istituzioni assistenziali e culturali.
Negli anni della seconda guerra mondiale, tra il 1940 e il 1943, Benevento fu uno dei comuni della Campania destinati dalle autorità fasciste ad accogliere profughi ebrei in internamento civile. Gli internati furono liberati con l'arrivo dell'esercito alleato nell'ottobre 1943.
Nei mesi del passaggio del fronte, di fronte alle immani distruzione, la cittadinanza diede tale prova di coraggio e di abnegazione, da meritare la medaglia d'oro al valor civile (15 giugno 1967). La città fu bombardata a più riprese dagli Alleati tra il 20 agosto e il 1 ottobre 1943: duemila abitanti morirono e oltre la metà dell'abitato rimase distrutto. Solo il 2 ottobre 1943 gli americani entrarono nella città.
Ingenti danni furono poi causati da un'alluvione nel 1949. Dagli anni Cinquanta Benevento si è notevolmente espansa, ma l'alluvione del 2015 creò altri gravi danni.

### Simboli

Gonfalone della città

Lo stemma cittadino, concesso con D.P.R. del 27 dicembre 1990, ha la seguente blasonatura:
Il gonfalone consiste in un drappo di rosso mentre la bandiera cittadina, che riprende gli smalti del blasone civico, è un tricolore giallo, bianco e rosso.
In precedenza erano in uso uno stemma e un gonfalone riconosciuti con decreto del Capo del Governo del 24 aprile 1941. Il gonfalone era un drappo rettangolare di azzurro.

## Monumenti e luoghi d'interesse

### Architetture religiose

#### Medievali
- Chiesa di Santa Sofia e il suo complesso monumentale

La chiesa di Santa Sofia è un edificio longobardo che risale al 760 circa, di piccole proporzioni: si può circoscrivere con una circonferenza di diametro 23,5 m. Si tratta di una delle chiese più importanti della Langobardia Minor giunta fino ai giorni nostri, notevole soprattutto per la sua originale pianta stellare e la disposizione insolita dei pilastri e delle colonne. Restaurata in forme barocche dopo il terremoto del 1688, fu poi riportata alla sua forma originale nel 1951.
Alla chiesa è collegato un monastero che fu uno dei più importanti centri culturali dell'epoca longobarda, di cui è interessante il chiostro (ricostruito nel XII secolo); oggi è sede del Museo del Sannio. Il campanile della chiesa, ubicato all'ingresso della piazza ad essa antistante, risale al XVIII secolo.
Dal 2011 chiesa e monastero sono parte del sito UNESCO denominato Longobardi in Italia: i luoghi del potere.

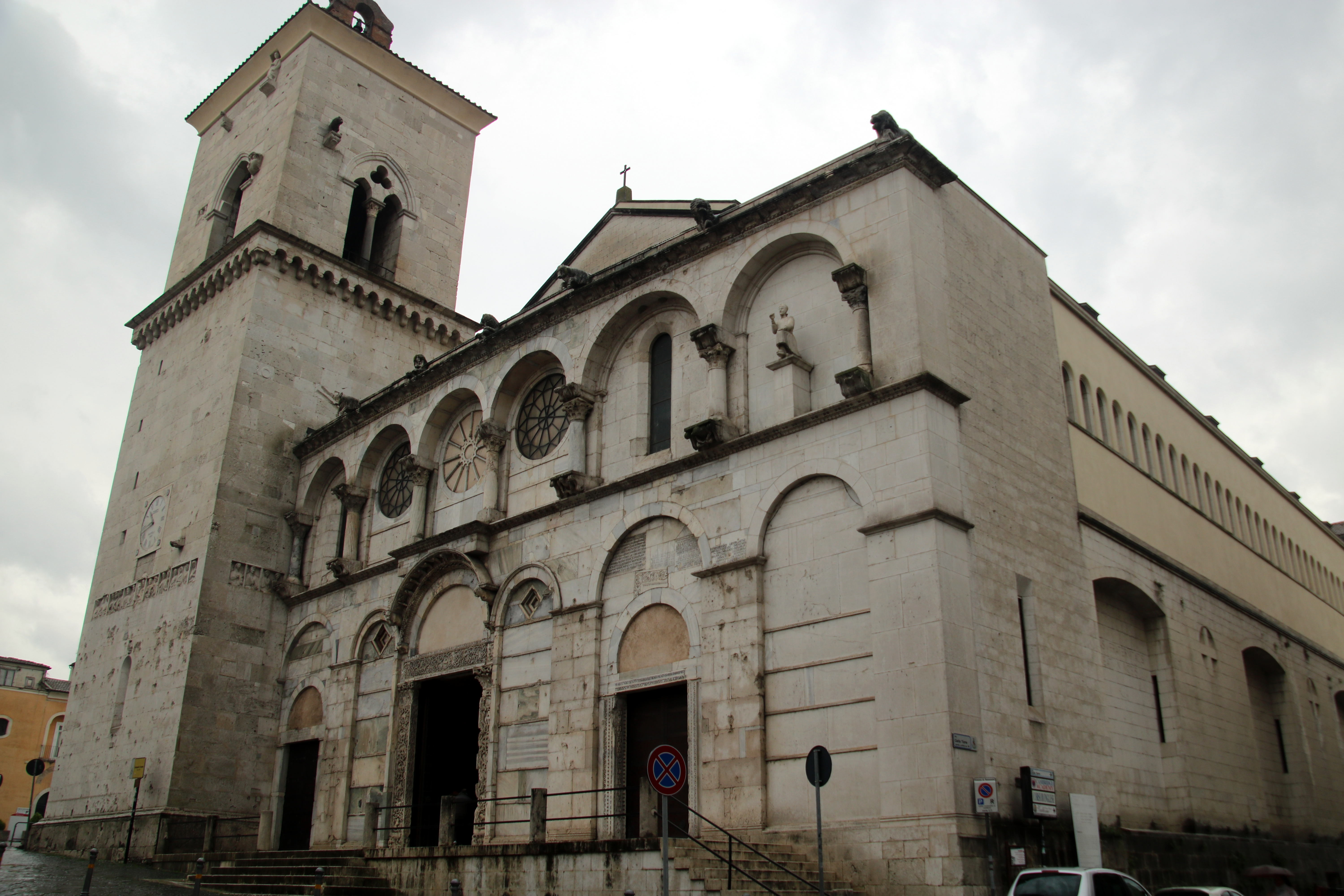
La facciata del duomo

- Cattedrale di Sancta Maria de Episcopio (Duomo)

Sorto nel 780, fu ampliato nel XII secolo: a quell'epoca risale la facciata in stile romanico pisano, a tre portali, sormontate da un ordine di arcate e da una loggia. Il massiccio campanile in stile gotico è invece del 1280. Nel XVIII secolo il Duomo fu ulteriormente arricchito. Fu quasi completamente distrutto durante i bombardamenti alleati del 1943: dell'edificio rimasero soltanto il campanile, la facciata e la Cripta con i suoi affreschi. Altra importante testimonianza della vecchia cattedrale è la porta di bronzo del XII secolo, la Janua Major, composta da 72 formelle con bassorilievi, i cui frantumi sono stati sapientemente ricomposti nel dopoguerra.
L'edificio attuale, di aspetto moderno, è stato completato nel 1965 e successivamente restaurato tra il 2005 ed il 2012: in quest'occasione è stato allestito un percorso ipogeo fra i resti del foro romano, sopra i quali era stato costruito l'edificio di culto.

Chiesa di Sant'Ilario

- Chiesa di Sant'Ilario a Port'Aurea
- Chiesa del Santissimo Salvatore
- Monastero di San Vittorino

Era un monastero benedettino femminile, fondato attorno all'anno 910. Le strutture architettoniche del monastero subirono nel corso dei secoli continui accrescimenti e stratificazioni. Il monastero fu soppresso nel 1806 e oggi il complesso monumentale è diviso fra l'Università degli Studi del Sannio, il Conservatorio Nicola Sala e privati.
- Convento di San Francesco

Sorse fra il XIII e il XIV secolo sulla chiesa longobarda di San Costanzo. Il convento e la chiesa, in stile gotico anche se rimaneggiati, conservano diversi affreschi, variamente datati dal secolo XI al XV.
- Chiesa di San Donato
- Chiesa di Sant'Agostino
- Chiesa di San Domenico
- Ruderi della chiesa di Sant'Angelo a Piesco

#### Cinquecento e Seicento
- Chiesa del Carmine
- Ex convento di San Felice

#### Barocche

La basilica di San Bartolomeo

- Basilica di San Bartolomeo Apostolo

La basilica nacque nell'839 per ospitare le spoglie di san Bartolomeo apostolo, giunte in città l'anno precedente. Fu ampliata nel XII secolo, ma crollò con il terremoto del 1688. Fu quindi ricostruita in un luogo diverso dall'originale, in forme barocche, su progetto di Filippo Raguzzini; e continua a conservare la maggior parte delle reliquie del santo. Al suo interno si trovano interessanti tele settecentesche.
- Chiesa dell'Annunziata
- Chiesa di San Filippo
- Chiesa e convento di San Pasquale
- Chiesa di Santa Teresa
- Monastero delle Orsoline
- Chiesa di Santa Maria della Verità
- Chiesa di Santo Stefano de Neophitis (sconsacrata)
- Chiesa di San Nicola (trasformata in auditorium)
- Chiesetta dell'Angelo
- Chiesetta di Santa Lucia
- Chiesa di San Cristiano
- Chiesa dei Santi Cosma e Damiano
- Chiesa cimiteriale di Santa Clementina

#### Moderne

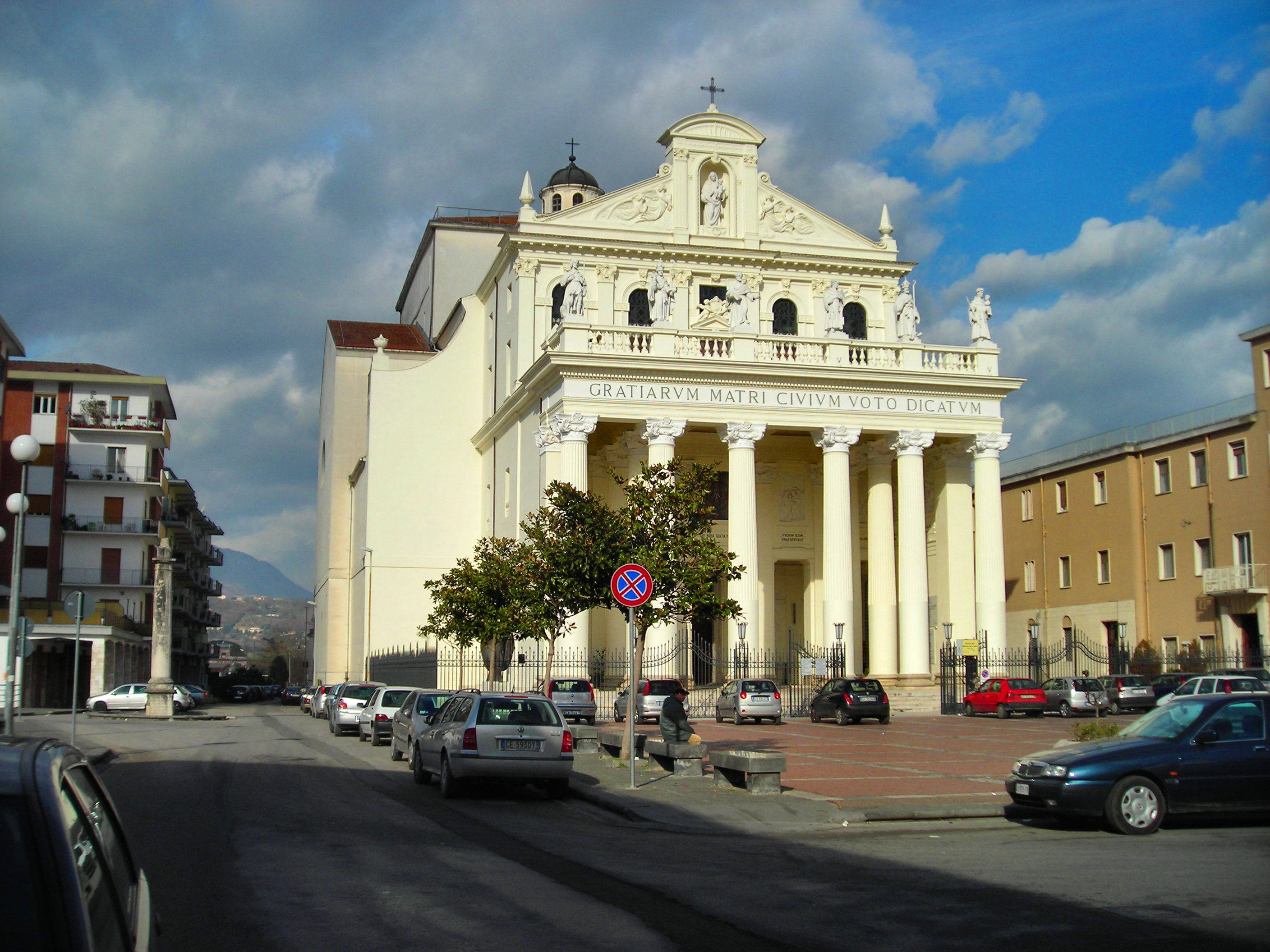
Basilica della Madonna delle Grazie

- Basilica della Madonna delle Grazie
- Palazzo Arcivescovile
- Chiesa di Santa Maria di Costantinopoli
- Chiesa del Sacro Cuore
- Chiesa di San Modesto (prende il nome da una chiesa distrutta)
- Chiesa di Santa Maria degli Angeli
- Chiesa di San Gennaro
- Chiesa di Santa Rita
- Chiesa di San Giuseppe Moscati

### Architetture civili

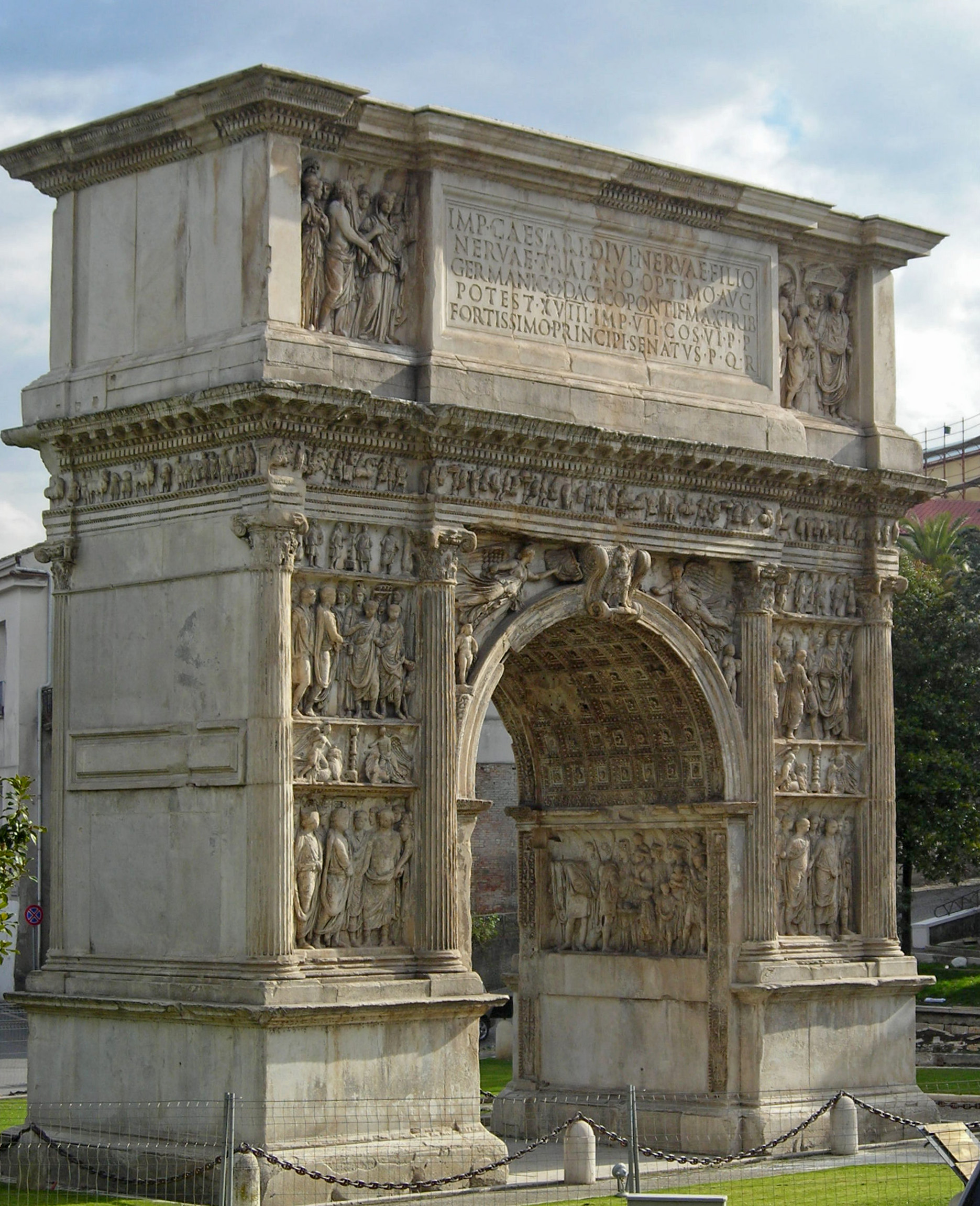
L'arco di Traiano

- Arco di Traiano

È non solo il massimo monumento della città, ma uno dei migliori esemplari dell'arte traianea ed il meglio conservato arco onorario romano. Ha un solo fornice. Fu eretto, tra il 114 ed il 117 all'inizio della nuova via Traiana, per ricordare ed esaltare il governo dell'imperatore Traiano. Alto 15,60 metri, con fornice di oltre 8 metri, ha un'ossatura costituita da massi di calcare ed un rivestimento di marmo. Gran parte dell'arco è decorata con scene e decorazioni in bassorilievo: in particolare la faccia dei piloni rivolta verso la città presenta scene di pace, l'altra scene militari.
L'Arco fu inserito nel Medioevo nella cinta di mura della città, della quale costituì la Porta Aurea.

#### Teatri

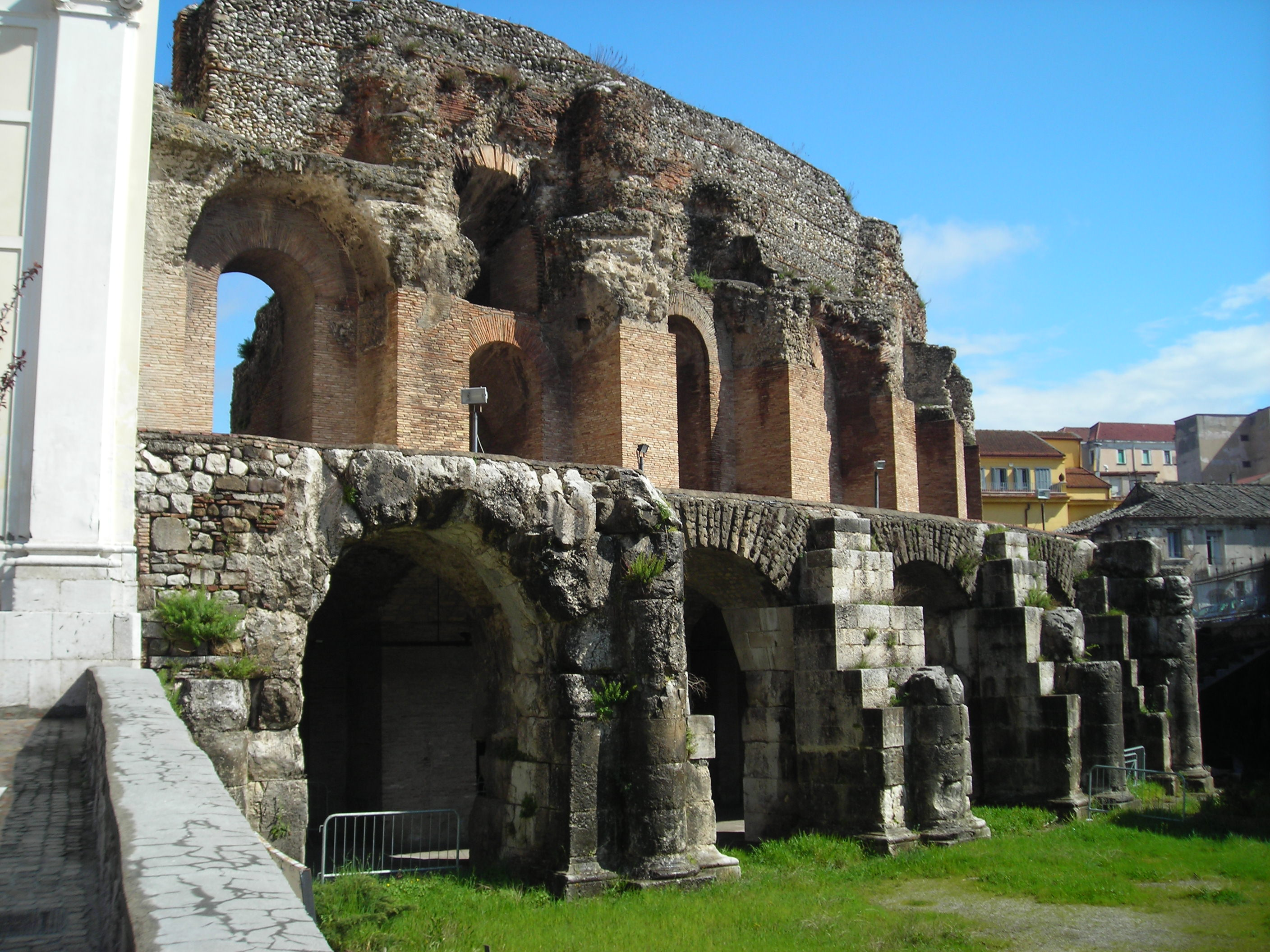
Teatro romano: vista degli ordini da sud

- Teatro romano

Il teatro romano fu inaugurato nel 126 sotto l'imperatore Adriano, ed ingrandito da Caracalla tra il 200 e 210. Realizzato in opus latericium, ricorda il Teatro di Marcello di Roma e testimonia la prevalenza sotto Adriano di correnti artistiche elleniche che si sostituirono alla severità della precedente arte traianea. Il teatro, orientato verso il Taburno, misura 90 metri di diametro e può contenere circa 10.000 spettatori; era ricoperto di marmi policromi, e i suoi atri erano decorati con stucchi e mosaici.
Il teatro fu abbandonato in epoca longobarda, utilizzato come fondazione per alcune abitazioni e parzialmente interrato. Inoltre nel XVIII secolo sopra un'estremità dell'emiciclo fu costruita la chiesa di Santa Maria della Verità. L'archeologo Almerico Meomartini a fine Ottocento ne promosse il ripristino. I lavori si conclusero soltanto nel 1957; da allora il teatro è di nuovo in funzione. Si è perso gran parte del rivestimento marmoreo; sono giunti fino a noi la cavea, la scena, il primo e parte del secondo dei tre ordini di arcate.
- Teatro comunale Vittorio Emanuele (metà del XIX secolo)

#### Edifici amministrativi

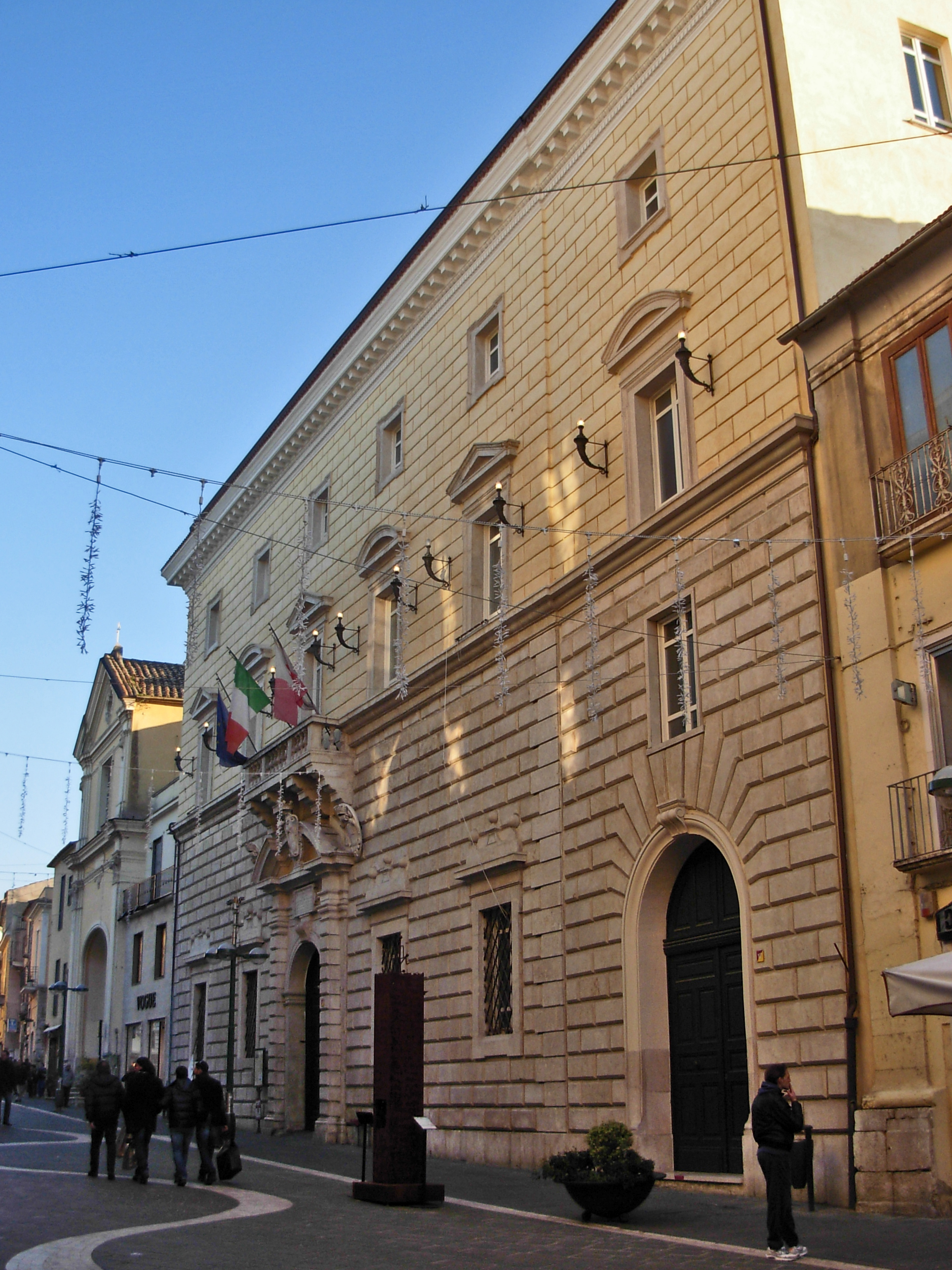
Palazzo Paolo V

- Palazzo Paolo V
- Palazzo del Governo
- Palazzo della Camera di commercio
- Palazzo di Giustizia

#### Edifici residenziali
- Villa dei Papi

Palazzo Rotondi Andreotti Leo, casa natale di Giuseppe Moscati

- Palazzi gentilizi costruiti tra Seicento e Novecento: Palazzo De Simone, Palazzo Terragnoli, Palazzo Mosti, Palazzo Annubba, Palazzo Andreotti Leo, Palazzo Collenea Isernia, Palazzo Pedicini (dal XIX secolo passato ai marchesi Polvere Jelardi), Palazzo Pacca (nei primi anni del XX secolo passato alla famiglia Mazzella), Palazzo Nobile, Palazzo Babuscio - Bagnoli (Via Arcivescovo Francesco Feoli), Palazzo Iorio-Orsolupo, Palazzo Roscio.
- Ville novecentesche: Villa Perrotta, Villa Colomba, Villino Meomartini.

#### Altri edifici
- Archivio di Stato di Benevento, già seminario arcivescovile
- Convitto nazionale Pietro Giannone
- Palazzo della Banca d'Italia
- Poste Centrali
- Colonia Elioterapica

#### Ponti
- Ponte Leproso

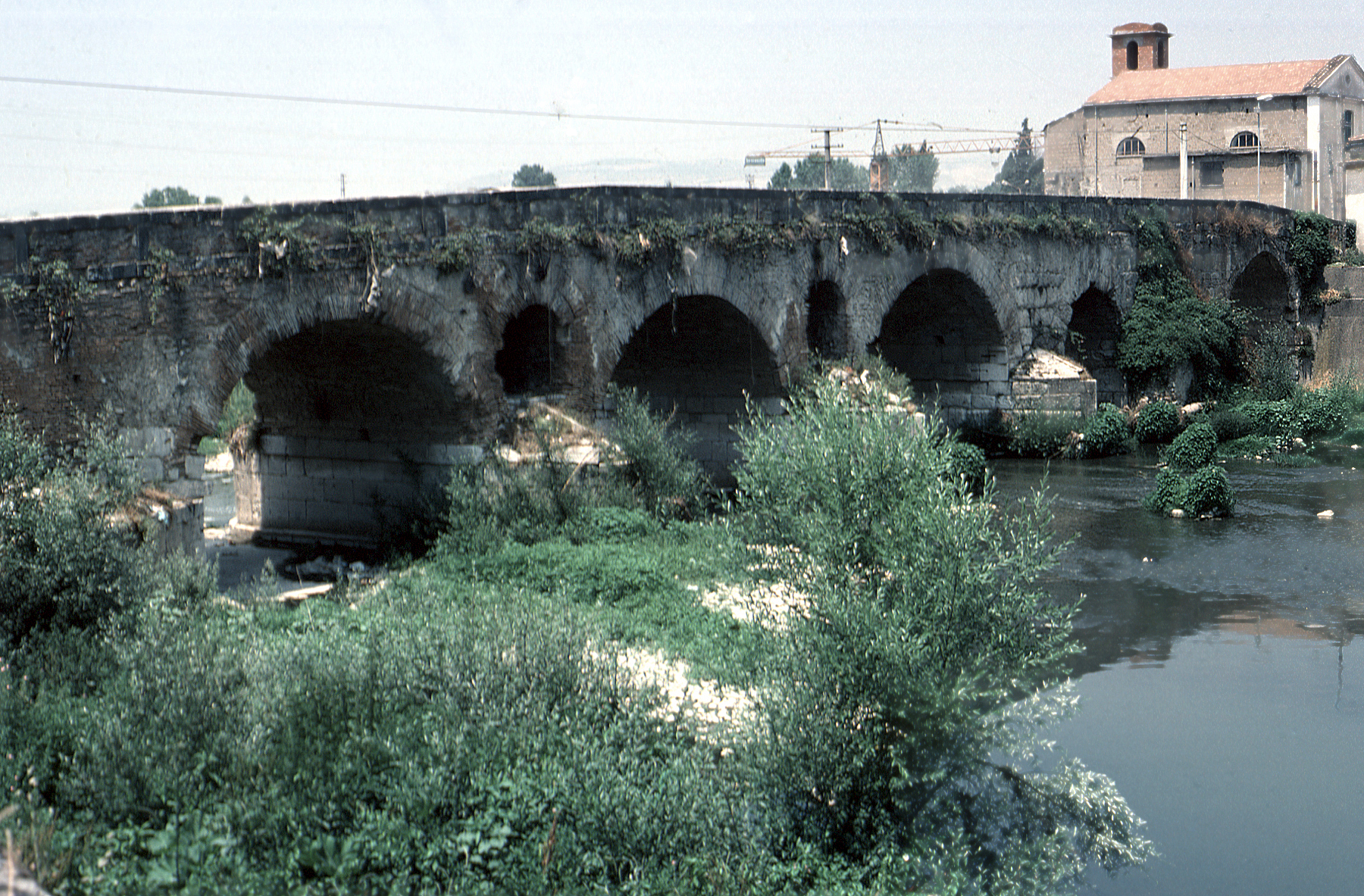
Ponte Leproso

Il Ponte Leproso era l'attraversamento sul fiume Sabato tramite il quale la via Appia arrivava in città per poi riprendere verso la svolta di Brindisi e, quindi, per l'imbarco dell'Oriente. Fu costruito probabilmente dal censore Appio Claudio Cieco nel III secolo a.C., riutilizzando un ponte di costruzione sannitica. Restaurato sotto Settimio Severo e Marco Aurelio Antonino, fu più volte rimaneggiato nel corso dei secoli. Dopo il terremoto del 1702, la ricostruzione di Giovan Battista Nauclerio ridusse le arcate da cinque a quattro. Era chiamato originariamente Ponte Marmoreo (o Lapideo): deve probabilmente il nome attuale ad un vicino lebbrosario del Medioevo, di cui però ancora adesso non si hanno notizie. Nel XIX secolo era noto anche come Ponte San Cosimo, dal nome della chiesa che sorge ad un ingresso del ponte.
- Ponticello e Ponte Valentino, romani, lungo il corso della via Traiana.
- Ponte delle Serretelle;
- Ponte di Santa Maria della Libera;
- Ponte Vanvitelli (XX secolo).

### Architetture militari

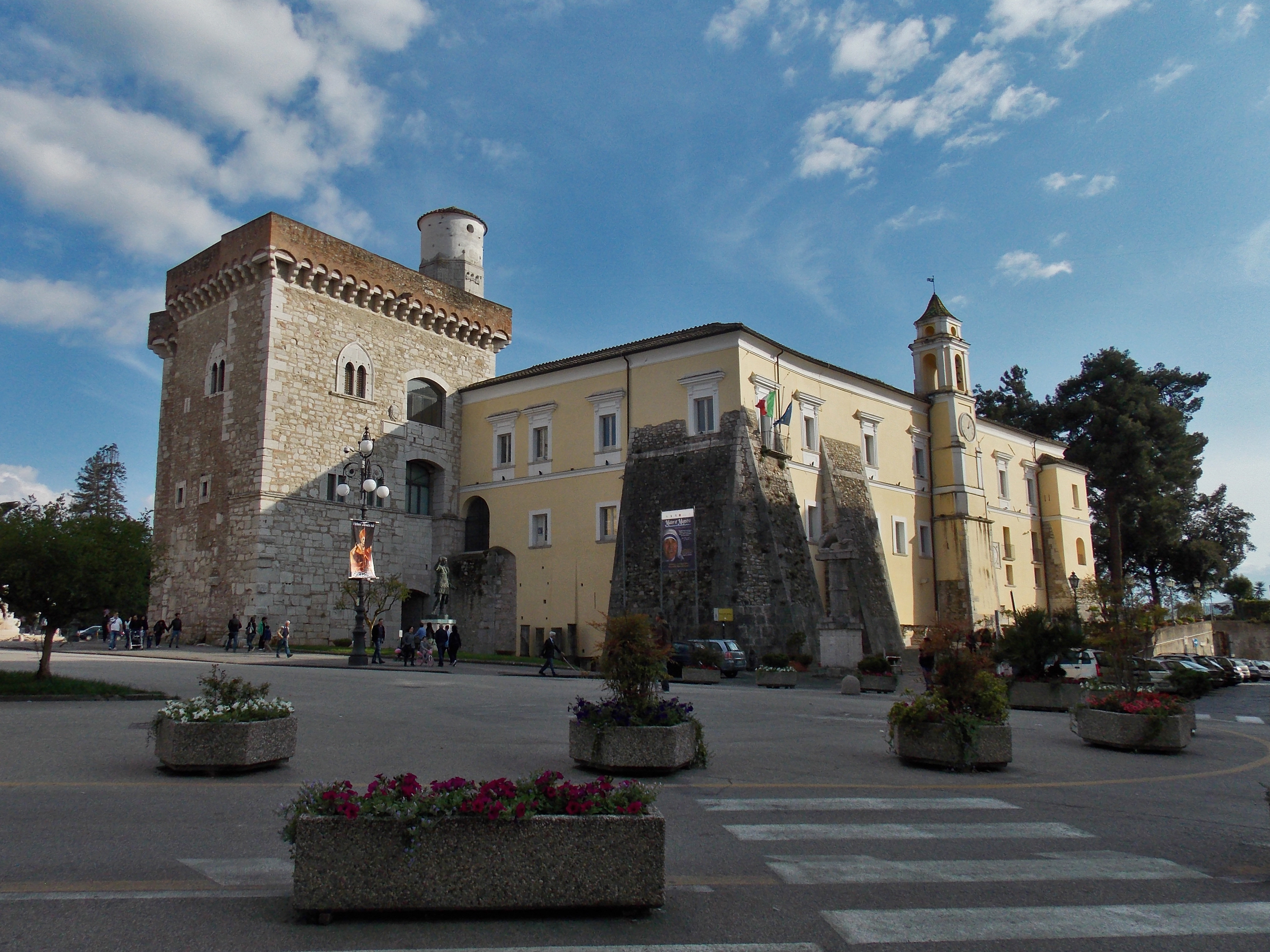
La Rocca dei Rettori

- Rocca dei Rettori

Il castello di Benevento, meglio conosciuto come Rocca dei Rettori, si trova nel punto più elevato della città, a dominare le valli dei fiumi Sabato e Calore, e le due importanti e antiche via Appia e via Traiana. Il sito era già stato utilizzato dai Sanniti, che vi avevano costruito una serie di terrazzi difensivi, e dai Romani, che vi costruirono un edificio termale (Castellum aquae), i cui resti possono ancora essere visti nel giardino del castello. I benedettini vi ebbero un monastero. La Rocca ricevette il nome attuale nel Medioevo, quando divenne sede dei governatori per conto del papa, i Rettori.
Il castello è di fatto costituito da due edifici distinti: il Torrione, costruito dai Longobardi a partire dall'871, e il Palazzo dei Governatori, costruito dai papi a partire dal 1320.
- Mura longobarde;
- Castello Corvacchini, sito il contrada Corvacchini.

### Altro
- Hortus Conclusus

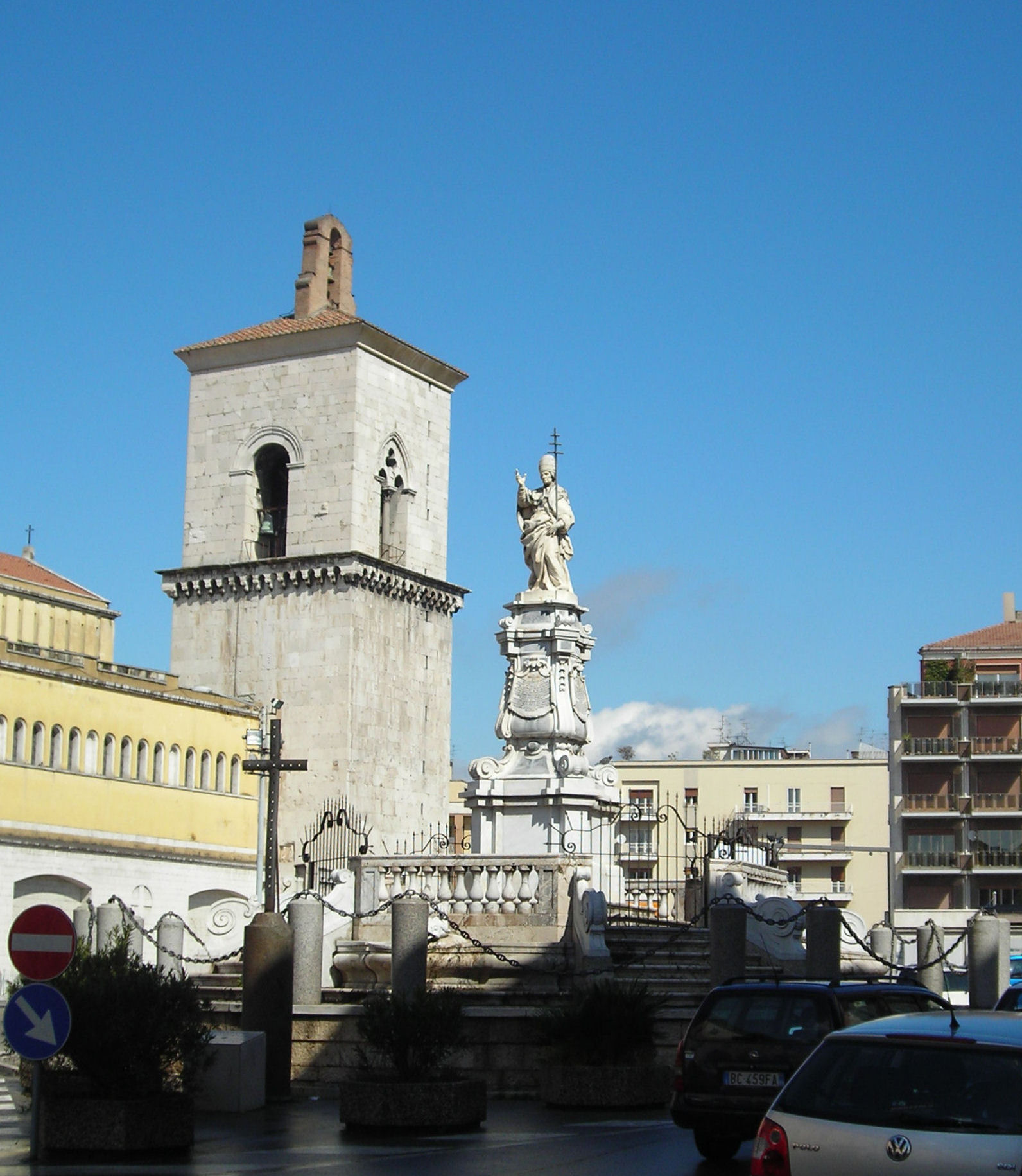
La fontana delle Catene, dedicata a Papa Orsini

L'Hortus conclusus era l'orto del convento medievale dei Padri Domenicani. Dal 1992 ospita un'installazione permanente dell'artista beneventano Mimmo Paladino, uno dei più grandi esponenti della Transavanguardia. L'Hortus vuole essere una sorta di galleria d'arte libera e immersa nel verde. Le opere dell'artista (il Cavallo, il Disco, la Testa equina, il Teschio) si alternano a resti dell'epoca romana (pezzi di colonne, di capitelli e di frontoni).
- Obelisco egizio dal tempio di Iside
- Statua di Api
- Fontana delle Catene
- Fontana di Santa Sofia
- Epitaffio sulla via Appia, eretto per segnalare il confine tra lo Stato Pontificio ed il Regno di Napoli.
- Fontana Flans Te Alo
- Monumento ai caduti
- Monumento a Leonardo Bianchi dello scultore Michelangelo Parlato
- Memoriale a padre Pio

### Siti archeologici

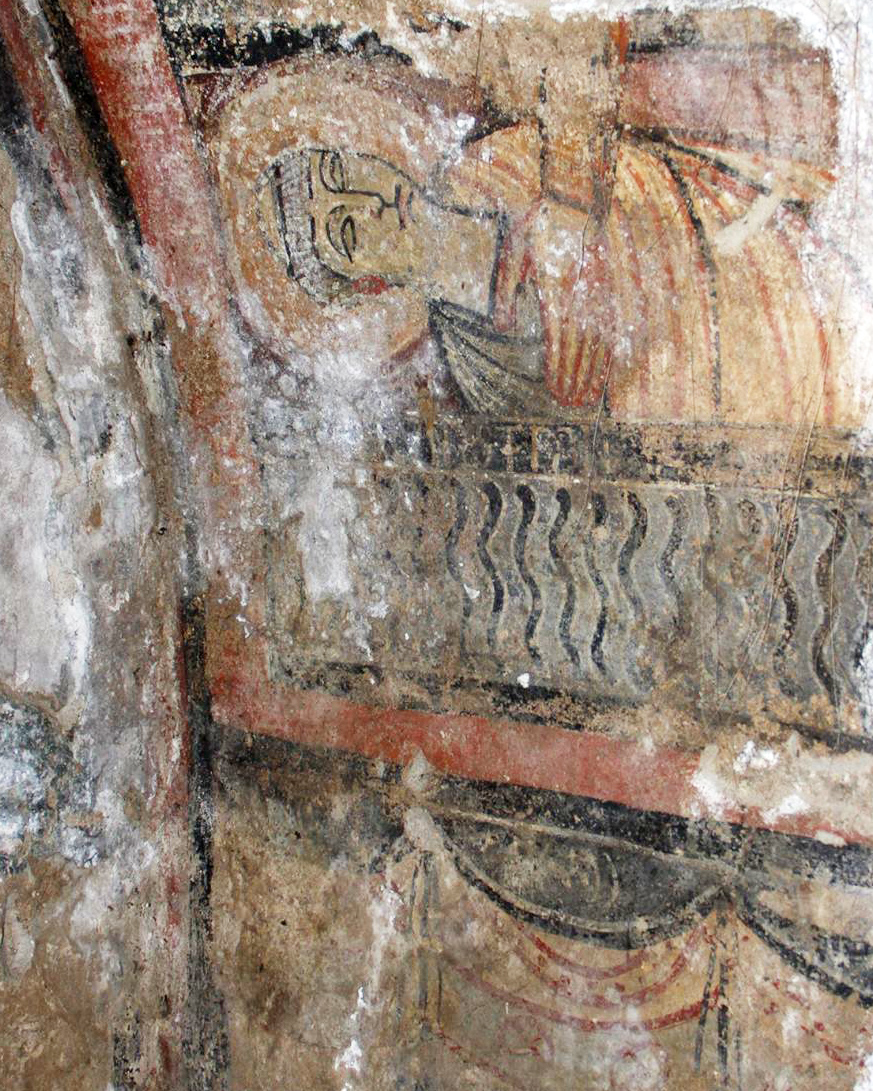
Un dettaglio degli affreschi nella cripta di San Marco dei Sabariani

- Ruderi del criptoportico dei Santi Quaranta

I Santi Quaranta sono un sistema di corridoi di età romana, che devono il loro nome a una chiesa longobarda edificata sulla sommità di uno di essi, da tempo scomparsa. Furono semidistrutti dai bombardamenti del 1943. Al 2015, dopo lunghe fasi di abbandono, sono custoditi da un gruppo di volontari.
- Parco archeologico e del verde di Cellarulo

Inaugurato il 15 luglio 2010, è sito al rione Ferrovia nei pressi della confluenza del fiume Calore con il fiume Sabato. Il parco consiste in una pista ciclopedonale che costeggia i resti di un porto fluviale che serviva la città in epoca preromana. Ha uno sviluppo longitudinale di un chilometro, per circa tre ettari. Dal 2012 è chiuso e non accessibile al pubblico.
- Anfiteatro romano

Nel 1985 sono stati scoperti i resti di un grande anfiteatro nella zona oggi occupata dalla stazione Benevento Appia. Le dimensioni di questo edificio sono state stimate in 160 metri di lunghezza e 130 metri di larghezza.
- Arco del Sacramento ed area archeologica del foro romano
- Terme di San Cristiano
- Resti dell'acquedotto romano Avellino-Benevento
- Resti di monumenti ai lati della via Appia romana, in contrada Santa Clementina
- Ex cimitero dei Morticelli

Era un cimitero realizzato nel tardo XVII secolo entro la cinta muraria dedicato soprattutto alla sepoltura dei defunti in tenera età; fu distrutto dai bombardamenti del 1943. Sorgeva sul luogo del monastero dei santi Lupolo e Zosimo, di fondazione longobarda. Nel ruderi del cimitero è in corso di realizzazione un giardino medievale.
- Cripta della chiesa di San Marco dei Sabariani

È l'unica parte rimanente della chiesetta, per buona parte della sua storia legata alla famiglia Sabariani di origine provenzale, e scomparsa con il terremoto del Sannio del 1688. La cripta, rinvenuta nel 2007, contiene alcuni notevoli affreschi di età longobarda, di cui si rischia la perdita a causa di un mancato restauro.
- Resti del monastero di San Pietro delle Monache

L'abbazia benedettina sorgeva nell'attuale piazza Cardinal Pacca ed era il monastero più grande della città. Sorto entro l'XI secolo e chiuso nel 1865, fu distrutto dai bombardamenti del 1943. I pochi resti, lasciati in uno stato di abbandono, rivelano che la chiesa del monastero era stata costruita su un ambiente termale di età romana.

### Aree verdi

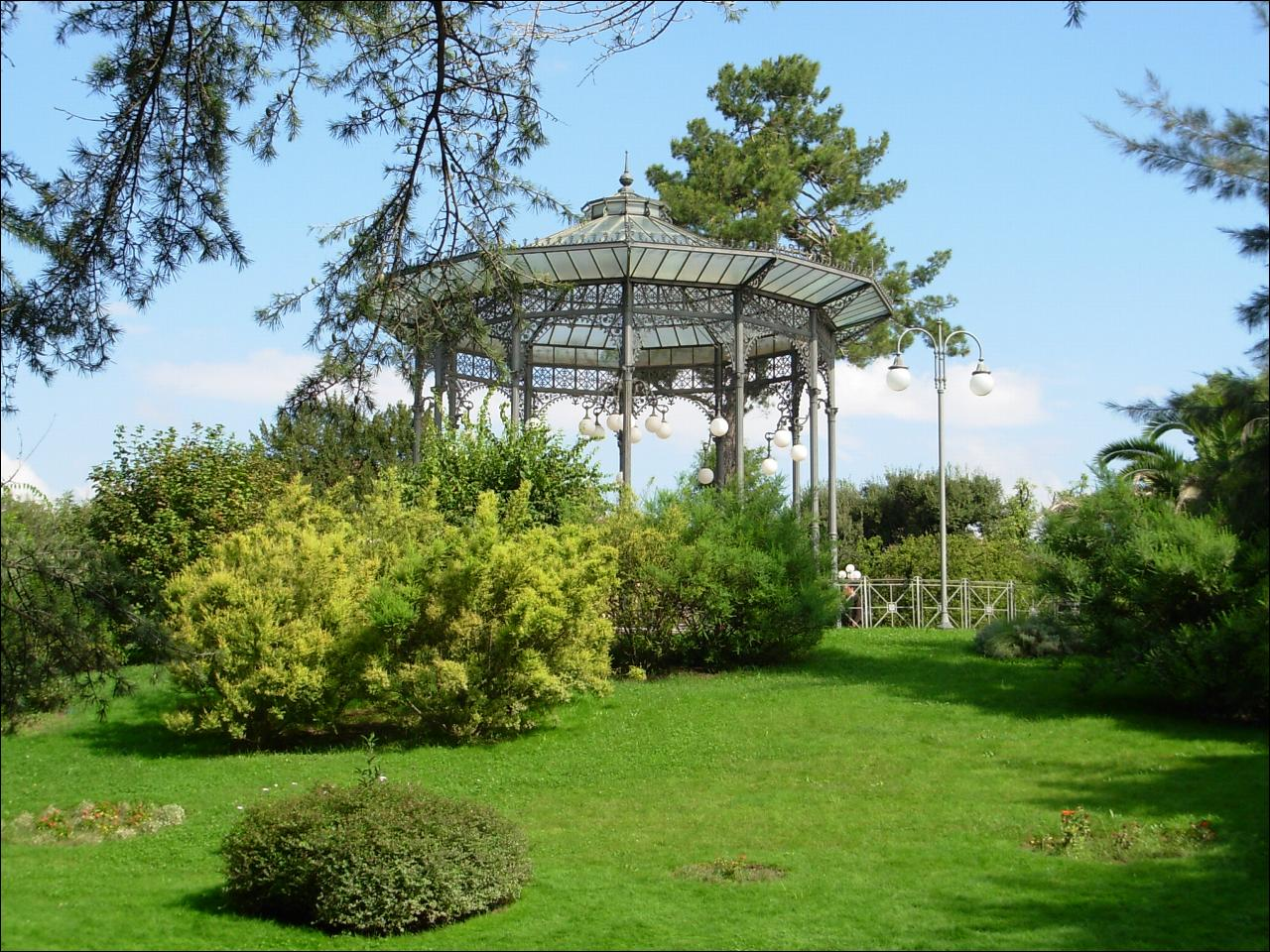
Villa Comunale: la cassa armonica

- Villa Comunale

Fu realizzata fra il 1875 ed il 1880 all'estremità più elevata del centro storico, su progetto di Alfredo Denhardt. È assai armoniosa nelle sue linee strutturali, che assecondano la conformazione naturale del luogo. Le aiuole sono ornate da busti di illustri personaggi locali: è notevole il monumento al patriota Salvatore Rampone, realizzato dallo scultore Nicola Silvestri nel 1925. La flora del luogo è costituita da alberi secolari, pini, cedri ed ippocastani; vi è inoltre un laghetto popolato da cigni e varie specie di pesci. Nel 2003 è stata ristrutturata completamente.
- Giardinetti Francesco Pepicelli

Si trovano all'estremità alta del viale Atlantici. Abbelliti negli anni novanta, sono un belvedere che guarda sulla zona bassa della città, e sulla vallata del Sabato. Costeggiano un quadrivio oltre il quale si trova la chiesetta dell'Angelo, restaurata.
- Fido park

L'unico parco giochi per cani in Campania, inaugurato il 22 settembre 2007.
- Pista ciclopedonale "Paesaggi Sanniti"

Si trova in contrada Pantano. È lunga 7 km ed è stata realizzata su un tracciato ferroviario inutilizzato. La pista si sviluppa in campagna per la massima parte, lungo il fiume Calore, fino ad arrivare alle falde del massiccio del Taburno.

## Società

### Evoluzione demografica
Abitanti censiti

Secondo l'Istat nel 2015 Benevento (che all'epoca contava oltre 60 000 abitanti) era al vertice di un sistema locale di 135 426 abitanti in un ambito di 30 comuni, tutti compresi all'interno del territorio provinciale.

### Etnie e minoranze straniere
- Al 31 dicembre 2023 gli stranieri residenti in città erano 2 127, corrispondenti al 3,79% della popolazione.[30] Le nazionalità più rappresentate erano:[31]

- Ucraina 485
- Romania 282
- Nigeria 224
- Cina 166
- Marocco 98
- Pakistan 77
- Gambia 72
- Bangladesh 69
- Egitto 67

### Lingue e dialetti
Accanto alla lingua italiana, a Benevento è in uso un vernacolo appartenente al gruppo dei dialetti campani.

### Tradizioni e folclore

#### La "città delle streghe"
Benevento è comunemente nota come la "città delle streghe" (o, più propriamente, delle janare). La fama, consolidatasi grazie al libro De nuce maga beneventana del protomedico Pietro Piperno, è dovuta con tutta probabilità ai riti pagani che i longobardi svolgevano nei pressi del fiume Sabato: alcune donne urlanti saltavano intorno ad un albero di noce da cui pendevano serpenti, oppure dei guerrieri a cavallo infilzavano una pelle di caprone appesa ad un albero. Questi riti apparvero come demoniaci ai beneventani cattolici, che forse credettero di vedere dei sabba stregoneschi.
Altri fanno risalire la fama ai riti della tribù dei Samentes che in origine furono adoratori dei boschi nei quali, di notte, celebravano feste e riti religiosi; poiché chi officiava tali riti erano sacerdotesse, a cui venivano attribuiti poteri magici e divinatori, si creò tale leggenda che, ai tempi in cui operava la Santa Inquisizione, fu causa di persecuzioni ed esecuzioni capitali.
Più tardi i dominatori capirono che era molto più conveniente accettare la religione dei beneventani. Questa valutazione politica, forse ancor più della perseveranza di San Barbato, portò dunque i nuovi padroni a convertirsi nel 664. Ciò garantì una lunga e stabile prosperità alla città e ai suoi governanti, e portò all'abbattimento dell'albero sacro da parte di San Barbato. In questo luogo egli fece erigere un tempio intitolato a Santa Maria in Voto.
Ma nei secoli successivi la credenza non si sopì, anzi si arricchì di nuovi elementi. Streghe provenienti da ogni dove, volando come il vento, si sarebbero riunite sotto un noce, ovvero l'albero dei longobardi inspiegabilmente risorto. Qui si sarebbero tenuti banchetti e orge con la partecipazione del demonio, dopo i quali le streghe avrebbero attuato sortilegi contro la popolazione. Numerose furono le donne processate per stregoneria che riferirono dei sabba sotto il noce di Benevento; la credenza sopravvive come superstizione popolare.

### Istituzioni, enti e associazioni

Ospedale Sacro Cuore di Gesù (Fatebenefratelli)

A Benevento sono presenti 3 strutture ospedaliere:
- Azienda ospedaliera San Pio[32] (già intitolata a Gaetano Rummo, informalmente chiamata con l'originario nome di Ospedale Civile): è il più grande ospedale della provincia e uno dei più importanti della Campania. Composto da vari padiglioni, ospita presso le sue strutture corsi di laurea in scienze infermieristiche della Seconda Università degli Studi di Napoli. Accanto all'ospedale è presente un eliporto riservato agli elicotteri del 118 per i trasporti urgenti e speciali.
- Ospedale Sacro Cuore di Gesù: tenuto dall'ordine religioso dei Fatebenefratelli, fu istituito nel 1602.
- Clinica di Santa Rita: è il terzo presidio ospedaliero della città, sito in Viale Mellusi, è rinomato soprattutto per la cura delle malattie cardiovascolari.[senza fonte]

## Cultura

### Istruzione

#### Scuole

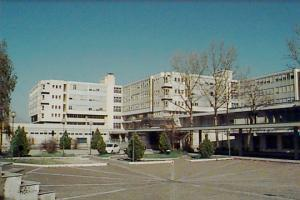
Liceo G. Guacci

- Scuole primarie: 16 scuole in diverse sedi
- Scuole secondarie di primo grado: 18 scuole in diverse sedi
- Istituti comprensivi: 7 scuole in diverse sedi
- Gli istituti di secondo grado superiore sono 32, di cui 16 licei, 10 istituti tecnici e 6 scuole professionali.[senza fonte]

Benevento ospita numerose scuole e tra queste le più degne di nota sono il liceo classico "Pietro Giannone" e il liceo scientifico "Gaetano Rummo", che rappresentano la storica coppia di licei della città. Il primo è stato fondato nel 1810 ed è pertanto uno dei primi licei classici d'Italia; il secondo è stato fondato nel 1923 con il nome di "Regio Liceo Scientifico di Benevento", per poi essere intitolato al medico beneventano nel 1924. Altri importanti istituti sono il liceo statale "Giuseppina Guacci", nato nel 1872 come istituto magistrale, il liceo artistico "Virgilio", l'istituto tecnico commerciale "Giuseppe Alberti" e l'istituto tecnico industriale "Giovan Battista Bosco Lucarelli".

#### Archivi e biblioteche

Biblioteca Provinciale nel Palazzo Terragnoli

- Archivio di Stato di Benevento, istituito con decreto del Ministero dell'Interno del 10 aprile 1954.
- La Biblioteca Provinciale Antonio Mellusi è ospitata dal 1975 nel Palazzo Terragnoli. Nata come raccolta di libri, documenti e riviste di valore storico, è stata poi incentrata su testi didattici, scientifici, riguardanti il mondo moderno, i beni culturali in generale e in particolare quelli locali. Con la ristrutturazione del 1999 è stata creata inoltre una sezione mediateca.
- La biblioteca capitolare e la Biblioteca Arcivescovile Pacca si trovano nel palazzo arcivescovile; conservano una cospicua quantità di documenti storici dal Cinquecento in poi.
- Biblioteca del Museo del Sannio
- Biblioteca del Centro Raffaele Calabria
- Biblioteca della Camera di Commercio
- Biblioteca dell'ex Banca sannitica, Villa dei Papi
- Biblioteca dell'Azienda ospedaliera G. Rummo
- Biblioteche dell'Università del Sannio
- Biblioteca Comunale, ospitata nel Palazzo Paolo V e intitolata a Giuseppina Luongo.

#### Ricerca
- A Benevento si trova l'Osservatorio Astronomico del Sannio, tra i più grandi d'Italia per ospitalità e ricettività[senza fonte]. Ideato e realizzato dall'astronomo Antonio Pepe a cui ne è affidata anche la direzione, si trova a Pacevecchia, la zona alta della città, presso il Centro congressi la Pace;
- Sempre a Pacevecchia, nella Villa dei Papi, è stato installato il MARSec (Mediterranean Agency for Remote Sensing and Environmental Control), ovvero un centro di telerilevamento satellitare e monitoraggio ambientale che guarda gran parte dell'Europa, realizzato in collaborazione con l'Università del Sannio. I dati vengono utilizzati per il monitoraggio delle variabili ambientali su larga scala, il controllo dei cambiamenti del territorio (change detection) sia in ambito ambientale (frane, coste, cave, fiumi, ecc.) che urbanizzato (abusivismo edilizio), l'aggiornamento speditivo della cartografia tecnica a piccola scala; oppure sono messi a disposizione, così come vengono acquisiti, per gli usi possibili da parte della protezione civile e degli enti predisposti al controllo, ecc. Il centro collabora con diverse agenzie spaziali e aziende del settore nazionali ed internazionali (NASA, Agenzia spaziale canadese, ImageSat International, ecc.). Degno di nota il "camuffamento" artistico dell'antenna ricevente, opera di Salvatore Paladino;
- Attivo dal 2007, il GeoBioLab (Laboratorio Europeo Naturalità), in contrada Pontecorvo. Esso è un museo e laboratorio didattico dedicato alla geologia e alla biologia, strutturato in percorsi di esposizione.[33]
- In contrada Piano Cappelle, presso l'Istituto Agrario "M. Vetrone", ha sede il ConSDABI (Consorzio per la Sperimentazione, Divulgazione e Applicazione di Biotecniche Innovative), nato per la salvaguardia economica e biogenetica delle razze di interesse zootecnico a limitata diffusione.[34] A partire da marzo 2024 è stata istituita presso di esso la BNZ (Biobanca Nazionale Zootecnica), un'importante infrastruttura che conserva oltre 700mila campioni biologici di diverse specie animali.[35]

#### Università
- Università degli studi del Sannio

Dal 1990 Benevento è sede dell'Università degli Studi del Sannio, ospitata in varie strutture cittadine. 
- Università telematica Giustino Fortunato

Un ulteriore polo universitario è dato dalla presenza in città dell'Università telematica Giustino Fortunato, ateneo privato e telematico;
- Università degli studi di Napoli Federico II

In città sono presenti alcuni indirizzi di studio dell'ateneo principale di Napoli.
- Università cattolica del Sacro Cuore

A Benevento è presente il Centro di Cultura Raffaele Calabrìa, nel Palazzo Arcivescovile, il quale è legato all'Università Cattolica;
- Istituto superiore di scienze religiose

L'Istituto superiore di scienze religiose "Redemptor hominis", istituto accademico eretto dalla Congregazione per l'Educazione Cattolica, che rilascia i titoli di Laurea in Scienze Religiose abilitanti all'insegnamento della religione cattolica nelle scuole di ogni ordine e grado ed inoltre offre una serie di percorsi di approfondimento della fede per laici e religiosi;
- Conservatorio Statale di Musica "Nicola Sala"
- Università degli studi della Campania Luigi Vanvitelli
- Per quanto riguarda la formazione professionale, è presente in città dal 1983 la scuola tecnica[37].

#### Musei

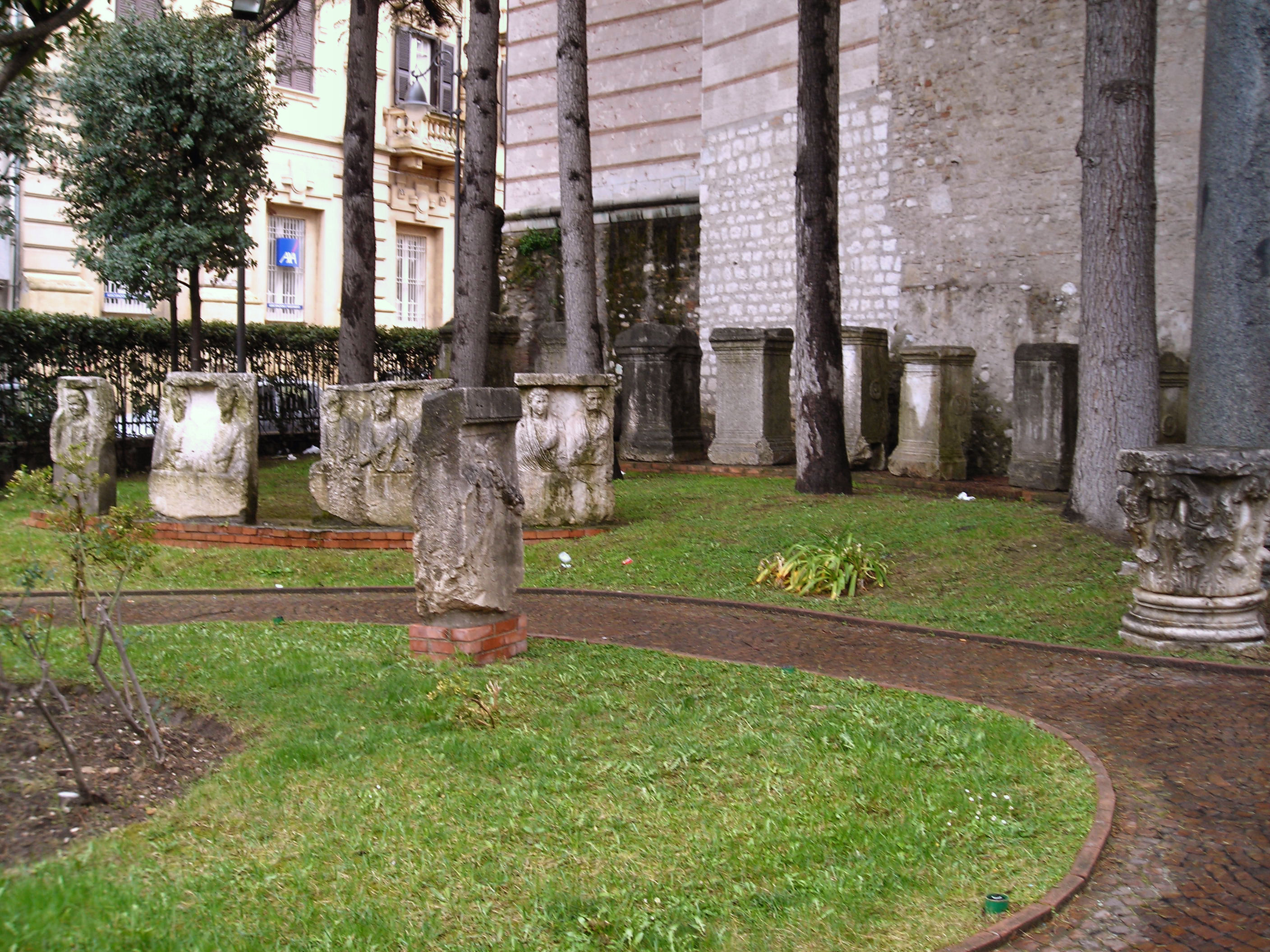
Il lapidario del museo del Sannio.

- Museo del Sannio

È il principale museo di Benevento, allestito nella Rocca dei Rettori, che ospita la sezione storica, e nel chiostro della chiesa di Santa Sofia. Qui si trovano importanti reperti di epoca sannitica, romana, longobarda, e una serie di opere d'arte dei secoli dal XVI al XX; inoltre una raccolta numismatica e di volumi e documenti antichi. Nel Museo del Sannio sono conservati molti reperti provenienti dall'antico Egitto, riguardanti soprattutto il culto della dea Iside che a Benevento era molto sentito in età imperiale.
- Museo Diocesano

Il Museo Diocesano è una raccolta di quanto è stato possibile salvare dalla distruzione del duomo di Benevento durante la seconda guerra mondiale. È situato nella sua cripta, che in realtà è la prima chiesa su cui poi fu elevata la cattedrale. Oltre a conservare antichi affreschi, ospita la cattedra vescovile detta di San Barbato, e quanto rimane dei tumuli dei principi longobardi una volta situati in piazza Duomo.
- Museo d'arte contemporanea Sannio (ARCOS)

L'ARCOS, inaugurato il 25 giugno 2005, si trova nel piano seminterrato del Palazzo del Governo; oltre a possedere un'esposizione permanente, organizza periodicamente mostre tematiche con opere dei grandi dell'arte contemporanea. Vi sono esposizioni anche al Palazzo Paolo V;
- Museo Strega

È un museo privato dedicato al liquore Strega, uno dei simboli di Benevento. Inaugurato il 14 giugno 1999, si trova presso lo stabilimento produttivo dell'Alberti, di fronte alla stazione ferroviaria. Tra i suoi primi visitatori vi furono Dacia Maraini e Lina Wertmüller. Il Museo è visitato giornalmente dalle scuole e dai turisti italiani ed esteri. È suddiviso in: sezione storica; sala delle erbe, con la cassettiera contenente tutte le 76 erbe del liquore Strega; sala degli alambicchi; sala delle imitazioni; sala del Premio Strega; sala dei ricordi; sala dei manifesti.
- Museo dell'Arco

Si tratta di una esposizione multimediale che illustra la vita e le opere dell'imperatore Traiano che si trova nella Chiesa di Sant'Ilario a Port'Aurea;
- Museo della tecnica e del lavoro in agricoltura (MUSA) È un'esposizione di macchine agricole d'epoca nonché un laboratorio didattico. Mostra l'evoluzione dei motori e delle tecnologie agricole, oltre alle trasformazioni sociali ed economiche derivanti dall'uso dei trattori. La collezione, distribuita in dieci padiglioni, include trattori rari, ricostruzioni di ambienti agricoli tradizionali e installazioni multimediali. Il museo, che dispone anche di un teatro all'aperto, accoglie anche spettacoli ed altri eventi.[39]
- Il Geobiolab ospita mostre ed eventi didattici su tematiche relative a biologia e geologia.[40]
- MUSA Esposizione Macchine Agricole
- Janua - Museo delle streghe[41]
- S’ADIM - Sant’Agostino Digital Museum[42]

### Arte

#### Pittura
Tra gli artisti locali è da menzionare innanzitutto Perinetto da Benevento, che decorò la chiesa dell'Annunziata, dipingendo nell'aprile 1456 le Sette Gioie della Vergine, nel marzo 1457 Storia di San Giorgio e della Donzella, Sant'Antonio, La Madonna, San Michele con quattro Angeli. Diversi altri lavori furono eseguiti dal Perinetto a Napoli; su tutti si ricorda il ciclo di affreschi rinascimentali della cappella Caracciolo del Sole nella chiesa di San Giovanni a Carbonara.
Nel secolo successivo l'artista di maggior spicco fu Donato Piperno. Nel 1589 nella chiesa di San Domenico dipinse su legno San Vincenzo Ferreri e forse il Rosario; sono suoi, inoltre, il Martirio di San Gennaro nella chiesa dell'Annunziata, la Pace nell'aula delle riunioni dell'ex Seminario, la Deposizione nella chiesa di Sant'Agostino, Sant'Orsola anacoreta con Sant'Onofrio e Sant'Antonio abate nella chiesa di Santa Sofia.
Nel XVIII secolo Basilio Alvano dipingeva il quadro di Elia e Daniele, fatto collocare dall'arcivescovo Landi nella navata maggiore dell'antica chiesa Metropolitana, mentre il sacerdote Giuseppe Cassella nel 1786 dipingeva la Parrocchia di Santa Maria della Verità con una serie di affreschi, successivamente perduti nella guerra e nel terremoto nel 1980.
Nel XIX secolo svariati artisti furono attivi in città. Giuseppe Salvetti realizzò nel 1840, nel centro della volta della crociera dell'antica Chiesa Metropolitana, un grande dipinto dei santi Bartolomeo, Gennaro e Barbato, voluto dal cardinale Bussi.
Achille Vianelli nel 1850 fece apparire alla chiesa Santa Sofia un'aula di disegno che vide cultori come l'acquarellista Luigi Petrosini, Giuseppe Petrosini, il caricaturista Vincenzo Romano. Giuseppe Chiarotti (m. 17 gennaio 1905) dipinse San Pantaleone nell'estinta cappella omonima in piazza Piano di Corte. Suo anche un quadro perduto della Desolata in via Episcopio (già calata Olivella). Francesco Pastore (m. 22 dicembre 1907) dipinse Un brutto quartodora, negli uffici dell'Economato del Palazzo Provinciale; il cardinale Di Rende gli commissionò inoltre una rappresentazione di San Barbato per la cappella del Convitto Arcivescovile, e a lui l'avv. Ignazio Pilla fece eseguire il ritratto del cardinale Donato Maria Dell'Ollio e quello del patriota Federico Torre.
Da ricordare inoltre: Gaetano De Martini, Maurizio Barricelli, Raffaele Maienella, Cesare Mainella, Attilio Zanchelli, Nicola Silvestri, Nicolino Rummo.
Il più autorevole esponente beneventano della pittura contemporanea è Mimmo Paladino, ex-docente del Liceo Artistico, assurto agli allori della fama mondiale con mostre in America ed in Cina. È tra i massimi esponenti della Transavanguardia e vive e lavora a Benevento.

### Teatro
- Teatro Comunale Vittorio Emanuele;
- Teatro San Nicola;
- Teatro Calandra;
- Cinema Teatro San Marco;
- Cinema Teatro Massimo;
- Teatro De Simone.

#### Musica
Giovanni De Vita in Thesaurus Antiquatarum menzionava, tra i collegi di arti e mestieri esistenti in epoca romana a Benevento, quelli dei tibicines e degli artifices organorum, ovvero suonatori e costruttori di strumenti. A conferma di ciò nel 1912, durante i lavori di costruzione della ferrovia Benevento-Cancello, nelle vicinanze della chiesa dei SS. Cosma e Damiano furono rinvenuti reperti che attestavano l'esistenza di un collegio musicale romano.
Per quanto riguarda il Medioevo, la Biblioteca Capitolare di Benevento raccoglie numerosi codici musicali risalenti al IX secolo, scritti in notazione neumatica. Essi costituiscono la più grande raccolta di musica antica a disposizione oggi.
Inoltre nel Medioevo si sviluppò a Benevento il canto beneventano, un particolare tipo di canto piano liturgico, diverso dal canto gregoriano ma simile a quello ambrosiano.
Nel XVI secolo si ha notizia di un primo organo in città, costruito fa Fabio Scoppa e Carlo Scala, posto nella scomparsa chiesa di Santo Spirito, all'inizio dell'odierno corso Garibaldi. Questo secolo e il successivo vedono numerosi contributi alla musica da parte di artisti locali. Domenico Scorpione, insegnante di musica al seminario, compose i Sacra Modulamina (1672), completa da cappella dedicata a Gioacchino Monti. Caratterizzata dal basso continuo dell'organo, comprende quattro "antifone" e "litanie della Beata Vergine" a cinque voci. Scorpione scrisse inoltre testi teorici come le Istituzioni Corali, dedicata al vescovo Orsini e un Introduttorio musicale. In questo periodo si annoverano poi Don Prisco Della Porta, maestro di cappella nella chiesa Metropolitana, che diede alla stampa Arianna Musicale, operetta dedicata al De Nicastro; e Sipontino, arciprete della Metropolitana.
Nel XIX secolo è famosa l'accademia poetica e musicale celebrata nel convitto delle Orsoline il 1º novembre 1849, in onore di papa Pio IX in visita a Benevento. In questo periodo si annoverano l'agostiniano Beniamino Arena, vissuto ai primi del secolo, compositore di canti sacri per il popolo, fra cui un famoso Miserere. Giuseppe Petrosini, ritrattista e musicista, fondatore della società mandolinista e del circolo filodrammatico, scrisse parecchie suonate, valzer (fra cui La vallata del Sabato, scherzo con tamburelli) e sinfonie (fra cui Aurora). Alla sua morte lasciò il suo harmonium al tempio della Madonna delle Grazie. Antonio De Maria fu un altro musicista, capo opera per circa 40 anni della schola cantorum del seminario. Anche il clinico Gaetano Rummo non ancora ventenne, appena diplomatosi in pianoforte al conservatorio di San Pietro a Maiella, musicò Iarba di Salvatore Cosenza, in tre atti, eseguita il 17 marzo 1900 nel Teatro Comunale Vittorio Emanuele.
Nel 1980 è sorto anche a Benevento un Conservatorio musicale, situato nell'antico palazzo De Simone (già Collegio La Salle), e dedicato nel 2006 al compositore Nicola Sala, nativo di Tocco Caudio. Il Conservatorio dispone di una biblioteca musicale con un patrimonio musicale di oltre 4.000 volumi e opuscoli, di circa 300 dischi e di sei periodici correnti.

### Media

#### Stampa
Il principale quotidiano di Benevento è Il Sannio Quotidiano fondato da Luca Colasanto. Altri quotidiani della città sono: Il Quaderno, Gazzetta di Benevento.
In città è presente anche una redazione de Il Mattino.

#### Radio
A Benevento (o nelle immediate vicinanze) hanno sede alcune emittenti radiofoniche:
- Radio Città Benevento
- Radio Company Campania
- Radio International

#### Televisione
A Benevento (o nelle immediate vicinanze) hanno sede alcune emittenti televisive:
- Benevento Canale 43 Tv
- Elle TV
- Libera TV
- TV7 Benevento

Vi è anche una televisione online:NTR24

### Cucina

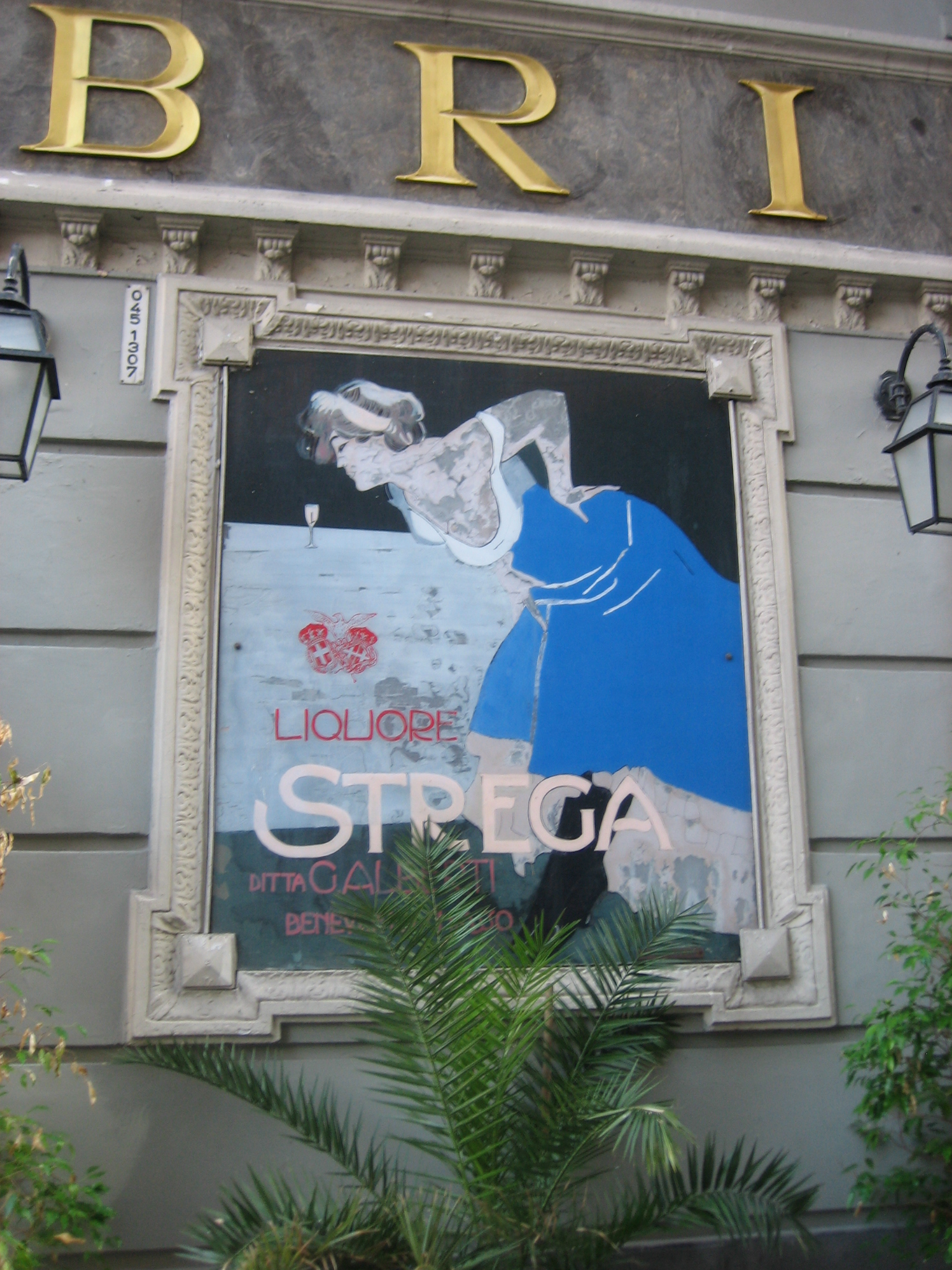
Pubblicità novecentesca del Liquore Strega

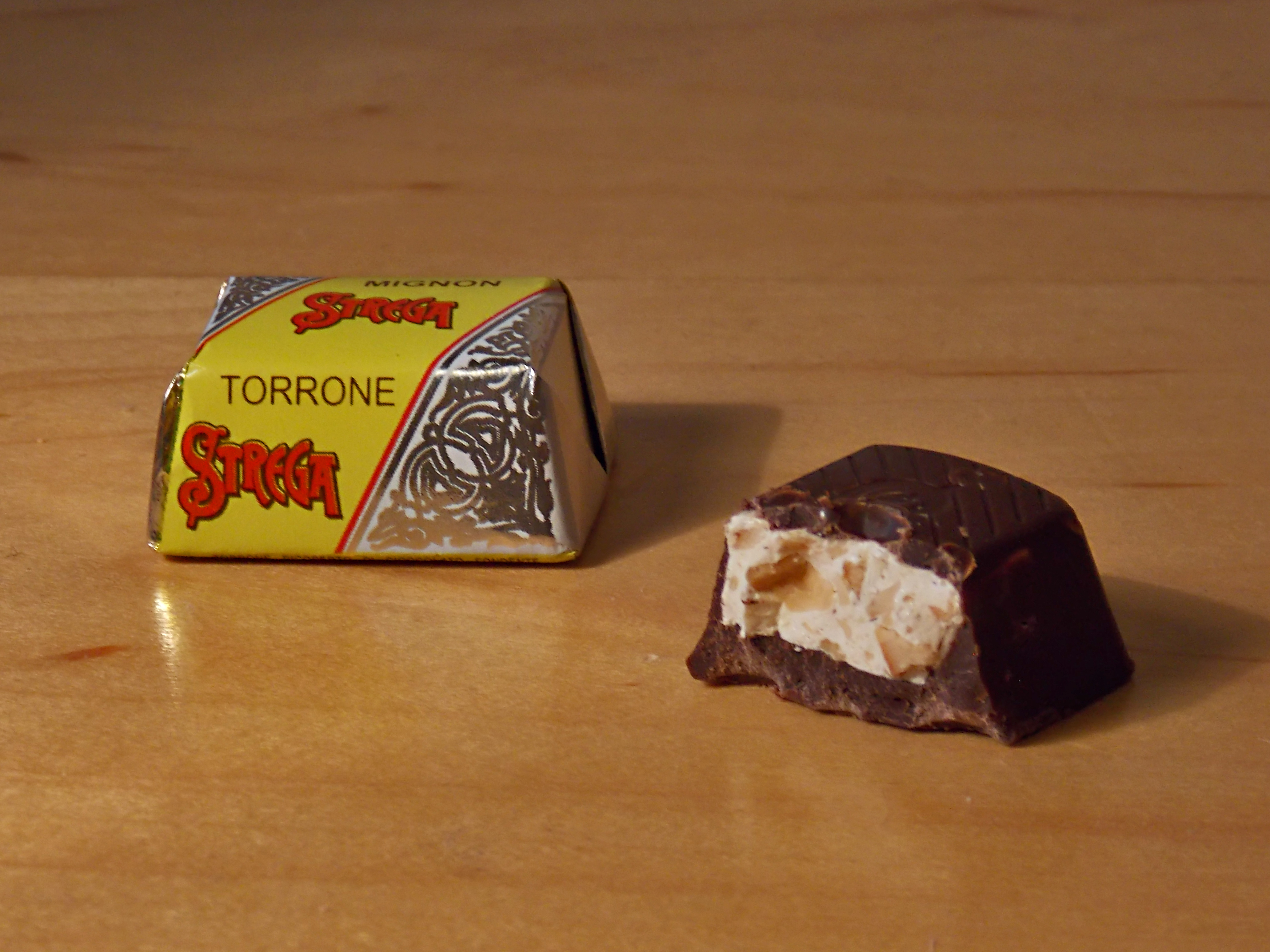
Un torroncino al liquore Strega, prodotto dalla stessa ditta Alberti

La sede delle Fabbriche Riunite Torrone di Benevento

I primi piatti sono a base di pasta (condita con sugo di agnello o ragù). Tipici del Beneventano sono i cecatielli, le lasagne, i cavatelli con i broccoli, le fiavole preparate con pasta sfoglia con ripieno di uova e formaggio. Altri piatti tipici sono il mugniatiello, involtino a base di fegato, polmone, prezzemolo, aglio, avvolti con budella di agnello e di legumi, preparati in vari modi, e il natalizio cardone, a base di germogli di carciofo opportunamente trattati.

#### Prodotti tipici

##### Liquori
Liquore Strega, nocino, lacrime di Bacco.

##### Torrone di Benevento
La fama del torrone di Benevento si diffuse a partire dal XVII secolo: a quei tempi in occasione delle feste natalizie era usuale inviarne ai prelati di Roma, capitale dello Stato Pontificio di cui Benevento faceva parte. Nel secolo successivo, infatti, nacque il Torrone del Papa, con zucchero liquefatto, pinoli e frutta sciroppata, oltre al Perfetto Amore, ricoperto di cioccolato, limone o caffè, e all'Ingranito, arricchito da confetti cannellini. Furono però i Borbone nel XIX secolo a valorizzare questo prodotto facendolo diventare una specialità natalizia: alla casata fu dedicato il Torrone della Regina.
Verso gli inizi del nuovo millennio, si ricominciò a produrlo prediligendo le tecniche artigianali e ne vengono prodotte nuove varietà che hanno pur sempre alla base la stessa ricetta vecchia di secoli. La sua fama è nazionale; continua ad essere un dolce soprattutto natalizio: in particolare è diffuso il torrone bianco, alle nocciole o alle mandorle. Due le ditte produttrici principali: la Strega Alberti (nota anche per il liquore) e le Fabbriche Riunite del Torrone di Benevento, entrambe con sede al Rione Ferrovia.

##### Cardone
Il cardone è una zuppa di cardi con brodo vegetale, pollo, uova e polpettine, servita con crostini di pane, tipico piatto natalizio.

### Eventi
- Dal 1980[45] vi si tiene Benevento Città Spettacolo, a settembre, un festival di teatro, musica e cinema, accompagnato da mostre ed incontri culturali.
- Dal 2012 si svolge nella città La Notte delle Streghe, rievocazione della leggenda delle Janare per cui Benevento è famosa in tutto il mondo.[senza fonte]
- Dal 2012 si svolge nella città la rievocazione storica ”Benevento Longobarda“.[46][occorrono fonti terze che attestino la rilevanza almeno nazionale dell'evento]
- Dal 2017 il BCT - Festival Nazionale del cinema e della televisione[47][occorrono fonti terze che attestino la rilevanza almeno nazionale dell'evento]

## Geografia antropica

### Suddivisioni storiche
La città di Benevento è suddivisa in otto quartieri, o rioni:
- Quartiere 1 "Centro storico - Triggio"
- Quartiere 2 "Mellusi - Atlantici"
- Quartiere 3 "Pacevecchia"
- Quartiere 4 "Ferrovia"
- Quartiere 5 "Porta Rufina"
- Quartiere 6 "Libertà"
- Quartiere 7 "Capodimonte - Ponticelli"
- Quartiere 8 "Pietà - Avellola"

#### Centro storico

Piazza Roma

Corso Garibaldi, l'arteria del centro storico

Il centro storico di Benevento si trova su un'altura fra il corso dei fiumi Calore e Sabato, digradante verso la loro confluenza, ad ovest. È attraversato da un asse viario principale costituito dal Corso Dante e dallo spazioso Corso Garibaldi, sul quale si aprono alcune piazze (Cardinal Pacca, Duomo, Orsini, Roma, Matteotti). Nel punto più alto si trova il castello, la Rocca dei Rettori.
Nei due corsi confluisce un'irregolare rete di vicoli, nella quale sono distinguibili alcuni rioni storici, fra cui i medievali Trescene e Triggio, situati rispettivamente all'estremo nordorientale e sudoccidentale. I longobardi eressero una cinta muraria che includeva tutta la zona, della quale rimangono solo alcuni tratti. L'acropoli di Benevento conserva una cospicua quantità di monumenti, di cui i principali sono posti su Corso Garibaldi.
La struttura del centro è segnata dall'impianto della città romana, di cui il corso Garibaldi riprende il tracciato del decumano massimo. Oltre agli antichi monumenti di cui si parla nelle sezioni seguenti sono presenti alcune architetture notevoli realizzate dal secondo dopoguerra ai giorni nostri. Negli anni cinquanta viene costruito su progetti di Gennaro De Rienzo e Vincenzo Miccolupi il complesso di edifici della Via Traiano. Più tardi l'edificio INA Assitalia di Davide Pacanowsky, la sede tecnica della SIP di Nicola Pagliara, l'Hortus Conclusus di Mimmo Paladino, Roberto Serino e Pasquale Palmieri, la nuova ala del Museo del Sannio di Ezio De Felice, Eirene Sbriziolo e Roberto Fedele, alcuni restauri notevoli come quello di Palazzo Paolo V su progetto di Gianfranco Caniggia e di Palazzo Mosti (attuale sede del Comune) di Giovanni Consolante, oltre che della Rocca dei Rettori degli stessi De Felice, Sbriziolo e Fedele. Infine agli inizi del nuovo secolo sono stati realizzati alcuni interventi significativi come il museo ARCOS progettato da Vittorio Maria Berruti ed il Liceo Artistico nell'area parco di Sant'Ilario dell'architetto Raimondo Consolante. La riqualificazione dell'area dell'Arco del Sacramento degli architetti Damiano Dolce, Roberta Di Ciò e Nicola Moffa ha dato inizio ad una serie di interventi coordinati per il recupero del quartiere Triggio, a ridosso del Teatro Romano. Risulta in costruzione la sede di un secondo museo di arte contemporanea di fronte al Duomo, progettato dagli architetti torinesi Roberto Gabetti ed Aimaro Isola.

#### Rione Mellusi-Atlantici

I giardini "Francesco Pepicelli", nel punto più alto del viale Atlantici

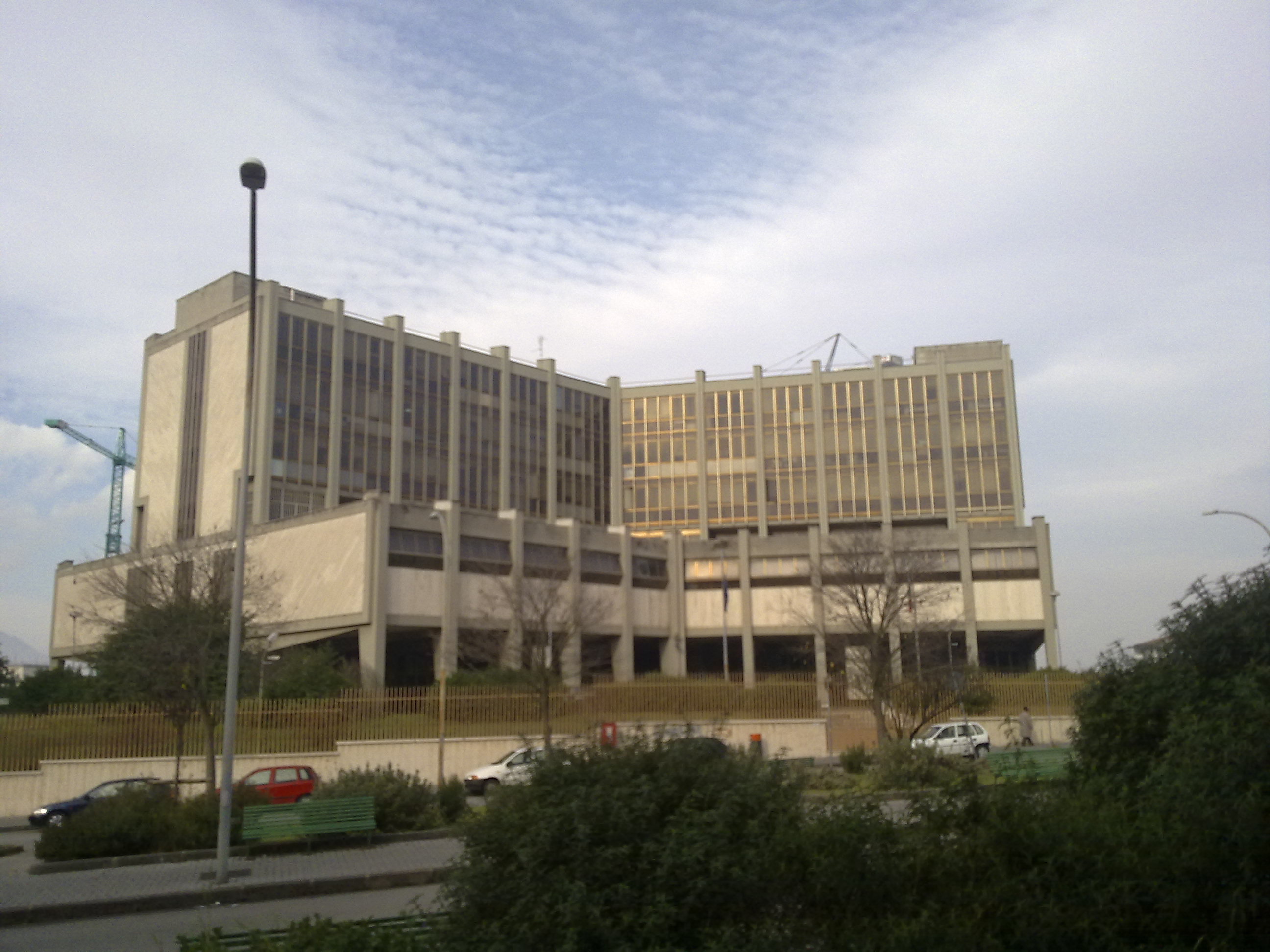
Il Palazzo di giustizia in via De Caro

La zona nuova del centro cittadino sorge ad est del centro storico, continuando la salita della stessa collina. Lo attraversano due lunghi viali alberati paralleli: Viale Antonio Mellusi, costruito nel dopoguerra, e Viale Atlantici, prosecuzione ideale di Corso Garibaldi, completato nel 1932 su progetto dell'ingegnere Gennaro De Rienzo e dedicato ai "Trasvolatori Atlantici".
All'inizio dei due lunghi viali si trovano, rispettivamente: la grande Piazza Risorgimento, in cui si trova il Liceo Classico progettato dall'architetto Luigi Piccinato e la ex sede della Banca d'Italia, un edificio lecorbuseriano progettato dagli architetti Massimo Nunziata e Gerardo Mazziotti e La Villa Comunale che è invece esempio di giardino di fine ottocento progettato dall'architetto napoletano Alfredo Denhardt.
la zona alta è caratterizzata da altri edifici scolastici importanti: la scuola elementare Mazzini progettata dall'architetto Frediano Frediani e la scuola media Pascoli dell'architetto Giovanni Consolante.
Il quartiere è costituito principalmente da palazzi, ingentiliti da molto verde. Risalendo Viale Atlantici si trovano la sede della Soprintendenza ai Beni Archeologici (nell'ex convento di San Felice), il Seminario Arcivescovile, la Scuola Allievi Carabinieri. Circa a metà del viale, sulla destra vi è un crocefisso posto nel XIX secolo. Nel quartiere si trovano inoltre il Teatro-Auditorium Nicola Calandra, il Palazzo di Giustizia, in Via Raffaele De Caro, e gli uffici dell'ASL, in Via Patrizia Mascellaro. Edifici notevoli sono le ville neoliberty dell'architetto Vincenzo Miccolupi.
I viali Mellusi ed Atlantici ad est si ricongiungono tramite Via Almerico Meomartini, che porta ad un piazzale sopraelevato, dove si trova il Convento dei Cappuccini.

#### Rione Pacevecchia

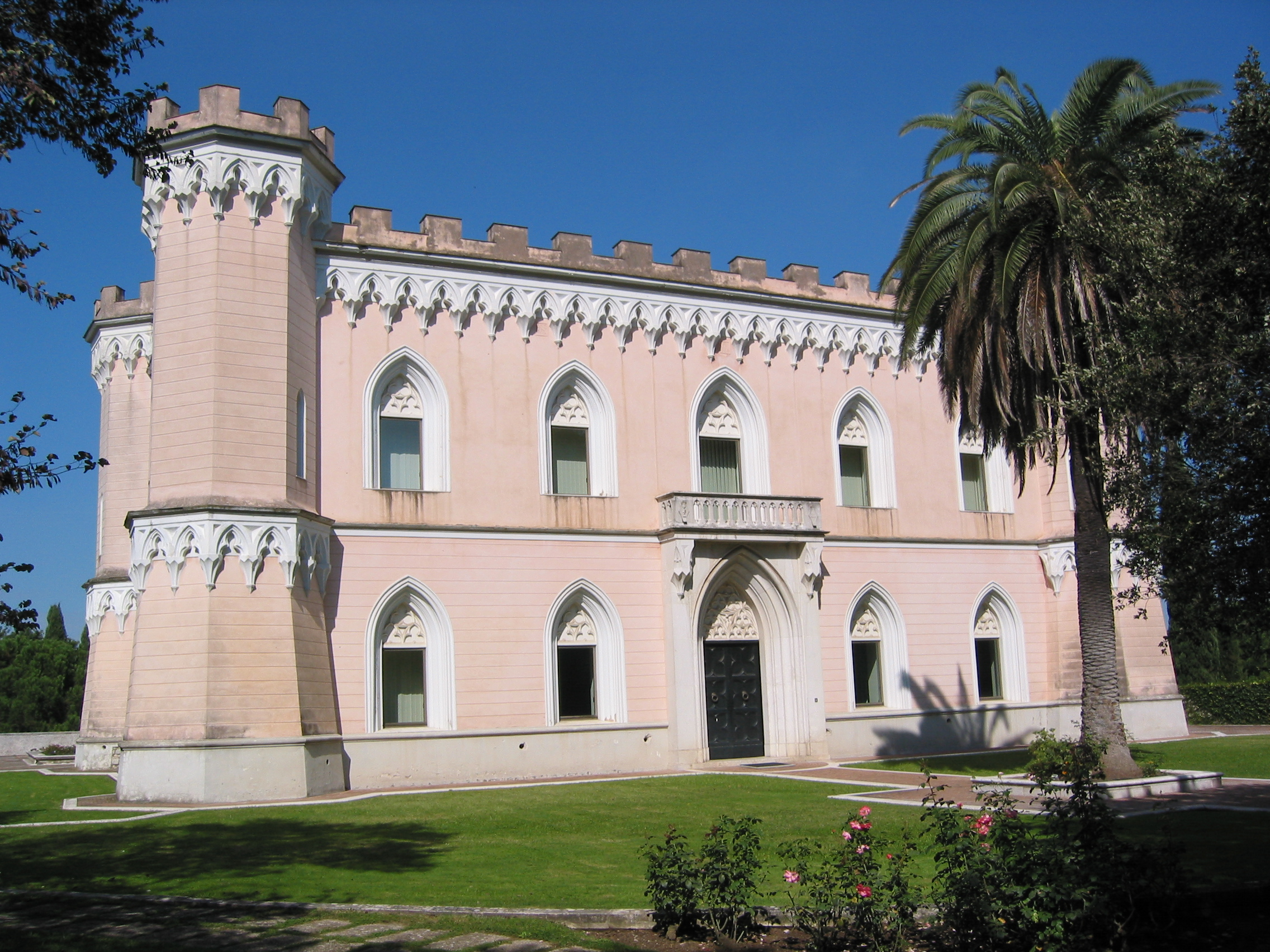
Villa dei Papi

Proseguendo lungo l'altura seguendo Via delle Puglie, si incontra la zona residenziale di Pacevecchia. Qui si trova il più grande ospedale cittadino, il Gaetano Rummo. Il quartiere presenta graziose villette, case popolari e fabbricati di nuova costruzione, e si sviluppa attorno al parco di Villa dei Papi, residenza del vescovo Orsini.
Notevole poi il complesso di Villa Beatrice e del suo parco, residenza aristocratica in stile vanvitelliano neoclassico tardo-settecentesco riconosciuta di interesse storico – artistico e tutelata ai sensi della Legge 1089 riguardante il patrimonio artistico e culturale italiano. La costruzione risale agli inizi del secolo XIX, precisamente al 1804 come testimonia un'incisione sul travertino del portale.
A Pacevecchia si trova lo stadio in cui gioca il Rugby Benevento.
Il quartiere prende il nome dalla pace che fu qui firmata dalle fazioni cittadine nel 1530, dopo quasi un secolo di avversità. Visto il contributo fornito dal padre cappuccino Lodovico da Napoli per la sottoscrizione dell'accordo, il comune volle ringraziare i frati permettendo loro di costruire un convento. La costruzione originaria sorse in una collocazione diversa da quella odierna: distrutta da un terremoto, fu sostituita dalla villa dell'Orsini.
Pacevecchia è detta anche la "zona alta" di Benevento, essendo l'area a maggiore altitudine della città: è ivi locato l'osservatorio astronomico del Sannio e il centro MARSec.

#### Rione Ferrovia

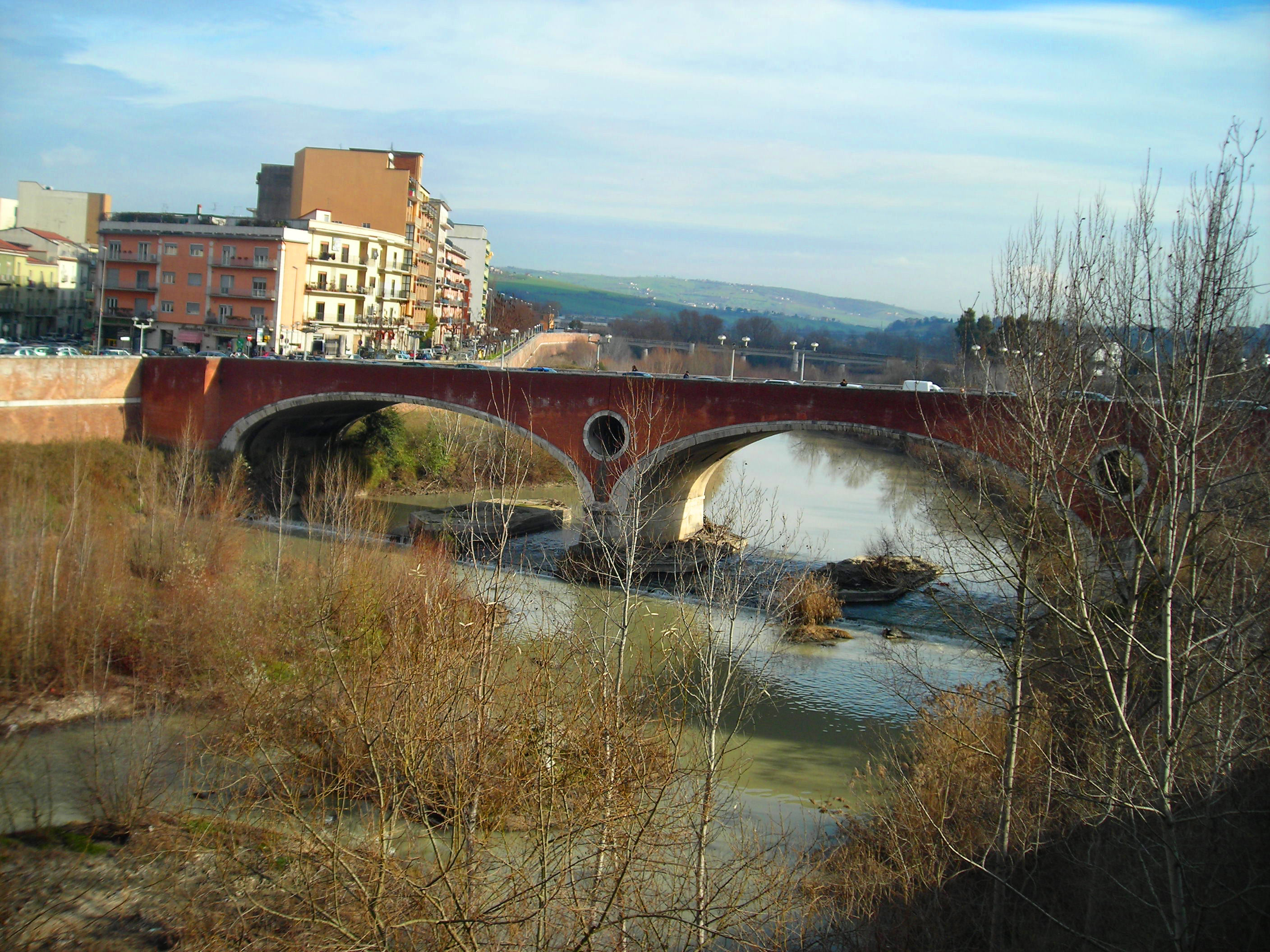
Il ponte Vanvitelli; a sinistra il lungocalore Manfredi di Svevia

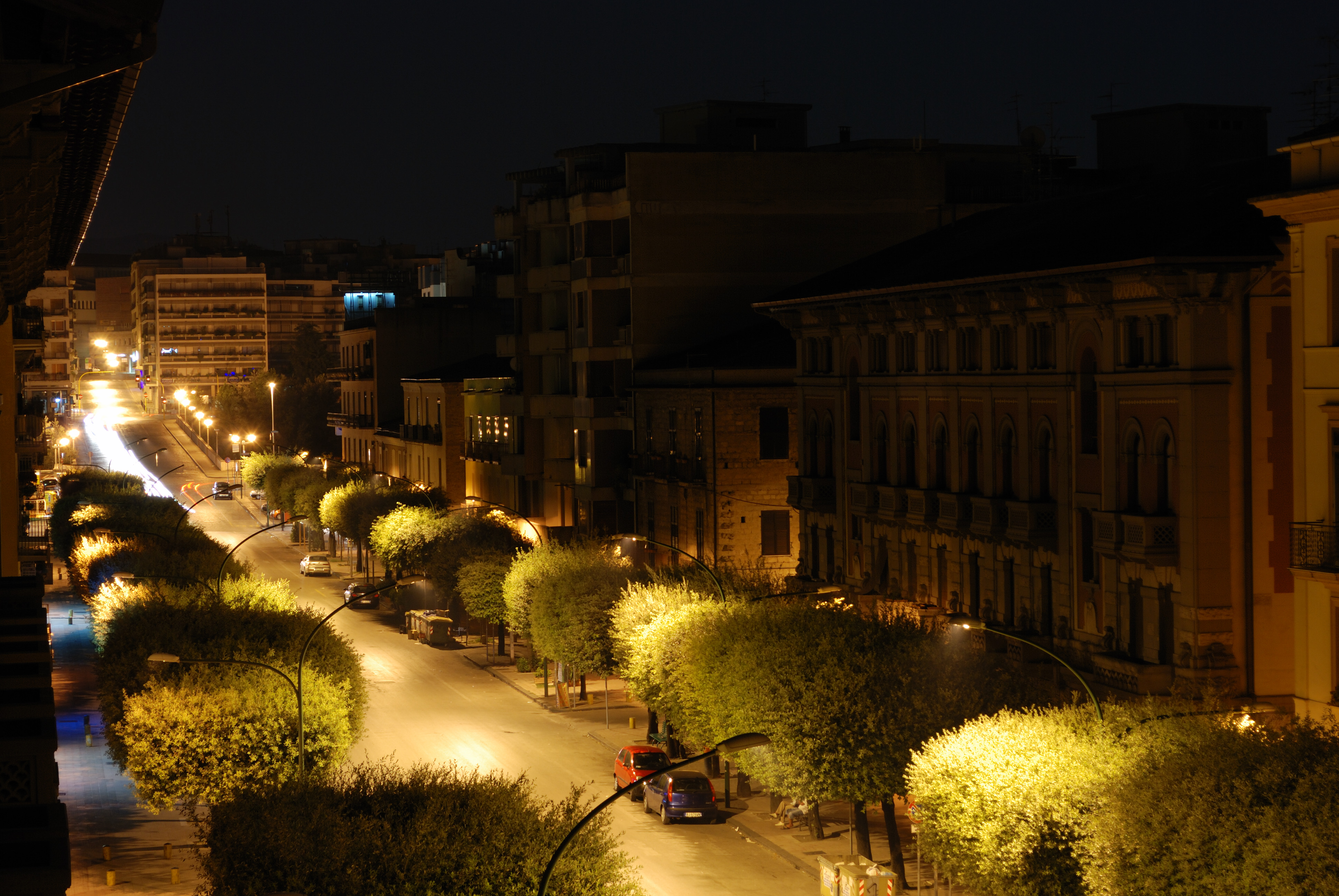
Vista notturna del Viale Principe di Napoli, via principale del Rione Ferrovia

Il Rione Ferrovia si trova a nord del fiume Calore; il principale collegamento con il centro è costituito dal Ponte Vanvitelli. Subito dopo il ponte si incontra piazza Leonida Bissolati da cui a destra si aprono via Valfortore (già Francesco Paga), che conduce alle vie di collegamento con i Comuni del Fortore, e il Lungocalore Manfredi di Svevia (ove si ritiene che un tempo sorgesse la chiesa di San Marciano, già diruta nel XVIII secolo, nella quale il 18 giugno 1156 papa Adriano IV investì ufficialmente Guglielmo I re di Sicilia, Puglia e Capua come si legge nelle cronache: cfr. trattato di Benevento). La via Lungocalore Manfredi di Svevia prende il nome dal luogo in cui venne sepolto re Manfredi di Svevia morto a Benevento nel corso dell'omonima battaglia. Le ossa del re vennero poi profanate dal vescovo di Cosenza, come ricorda Dante Alighieri nella Divina Commedia:
(Dante Alighieri, Divina Commedia, Purg. c. III, v. 103-145)
All’inizio del suddetto lungocalore è presente un bassorilievo in bronzo dello scultore Bruno Mistrangelo che rappresenta l’incontro tra Dante e Manfredi.
Il rione è attraversato dal viale Principe di Napoli, che porta dal ponte alla stazione ferroviaria (da cui il nome). Lungo il suo corso si trovano la chiesa di Santa Maria di Costantinopoli e l'Ospedale Sacro Cuore di Gesù, tenuto dall'ordine religioso dei Fatebenefratelli.
L'abitato non si protrae molto profondamente nelle traverse che partono dal viale: ad est del rione si trova la zona industriale di Pezzapiana. Nel Rione hanno inoltre sede le due principali industrie dolciarie della città: le Fabbriche Riunite Torrone di Benevento e la Strega Alberti (di fronte alla stazione).
Poco dietro la stazione si trova la rotonda dei Pentri, al centro della quale è stato eretto un monumento a Padre Pio.

#### Rione Porta Rufina

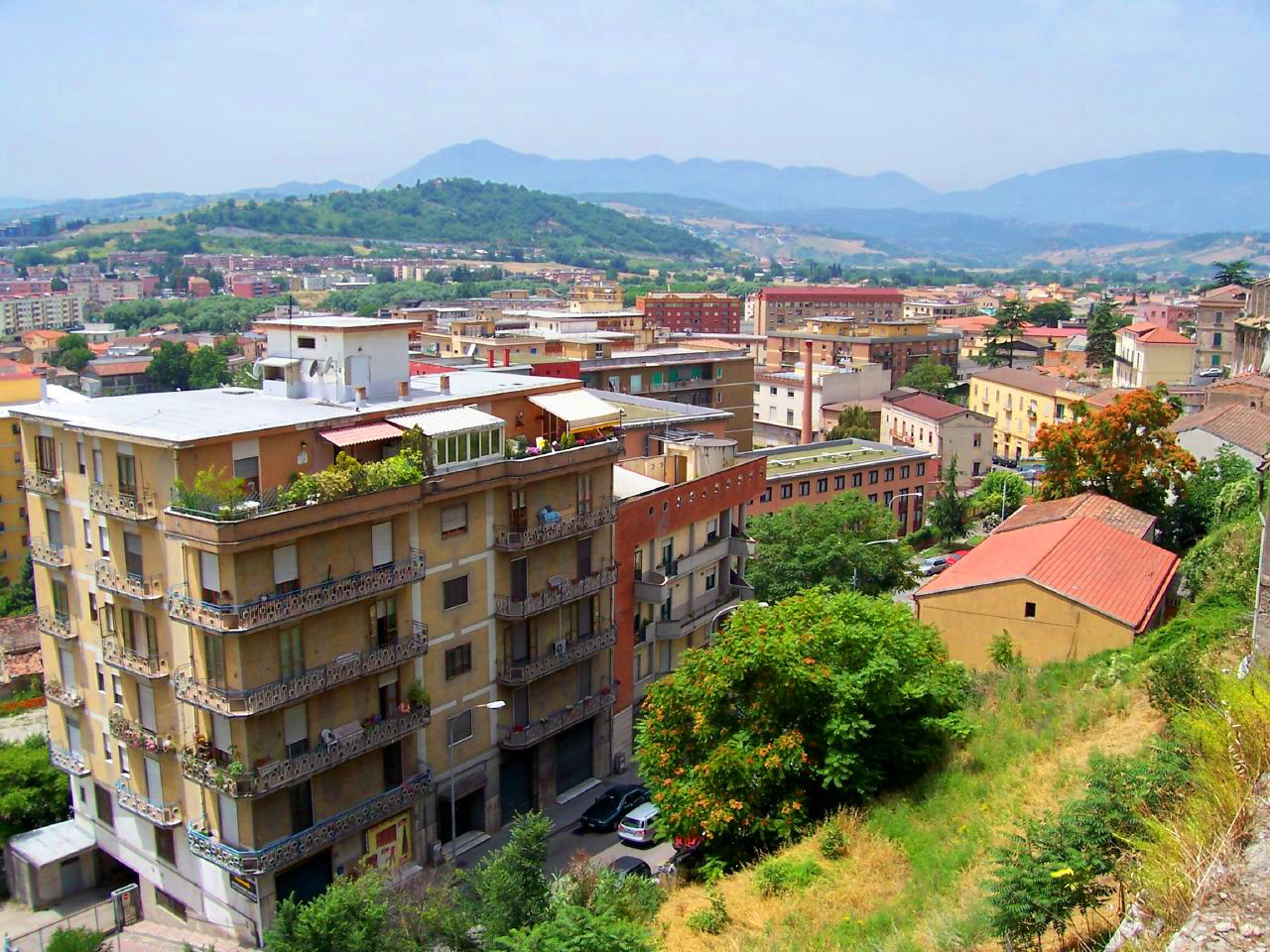
L'area di Porta Rufina vista da via del Sole

La collina del centro storico presenta una forte pendenza verso sud, ai piedi della quale vi è la zona di Porta Rufina, detta così da un ingresso della città andato distrutto. Il collegamento con la zona alta avviene principalmente tramite Piazza Orsini e Via delle Puglie, lungo la quale si trova la Facoltà di Scienze Economiche dell'Università. Nel rione si apre piazza Commestibili, sede del mercato alimentare fino al 24 novembre 1980 quando fu reso inagibile dal terremoto. La zona del mercato fu recuperata e dalla fine del 2007 adibita a galleria commerciale ma attualmente è abbandonata. Vi è inoltre l'ufficio postale centrale della città.

#### Rione Libertà

Il Rione Libertà dai giardini Pepicelli del Viale Atlantici

Il Rione Libertà, intitolato alla liberazione nazionale nella seconda guerra mondiale, presenta la tipica forma a scacchiera delle zone periferiche, con ampi viali alberati e grandi condomini. Il Rione, nato oltre il corso del fiume Sabato durante il ventennio fascista e fortemente ampliatosi nel secondo novecento, è il quartiere più popoloso della città. Rappresentativa è soprattutto la parte ad ovest di via Napoli, che presenta strade ortogonali, in cui si aprono vasti spiazzi liberi. Molti dei palazzi per abitazioni, dall'aspetto sobrio e massiccio, sono in cattive condizioni e fra di essi si trova la chiesa di San Modesto. Le zone ad est di via Napoli presentano una topografia meno regolare, poiché i palazzi non sono stati costruiti secondo un piano unico; qui si trova un'altra chiesa moderna, dedicata alla Madonna Addolorata.
Il settore nord-est assume in genere un altro nome, Santa Colomba. Vi si trovano il moderno Centro Servizi Amministrativi della Provincia di Benevento, lo stadio Ciro Vigorito e diversi plessi scolastici. Attorno allo stadio si svolge, il sabato, il più grande mercato cittadino. Procedendo via Napoli dal ponte Santa Maria degli Angeli, oltre l'allacciamento con la tangenziale si trova San Vito, una zona accresciutasi tra gli anni novanta e l'inizio del duemila ed affermatasi come nuova zona commerciale della città.

#### Rione Capodimonte - Ponticelli

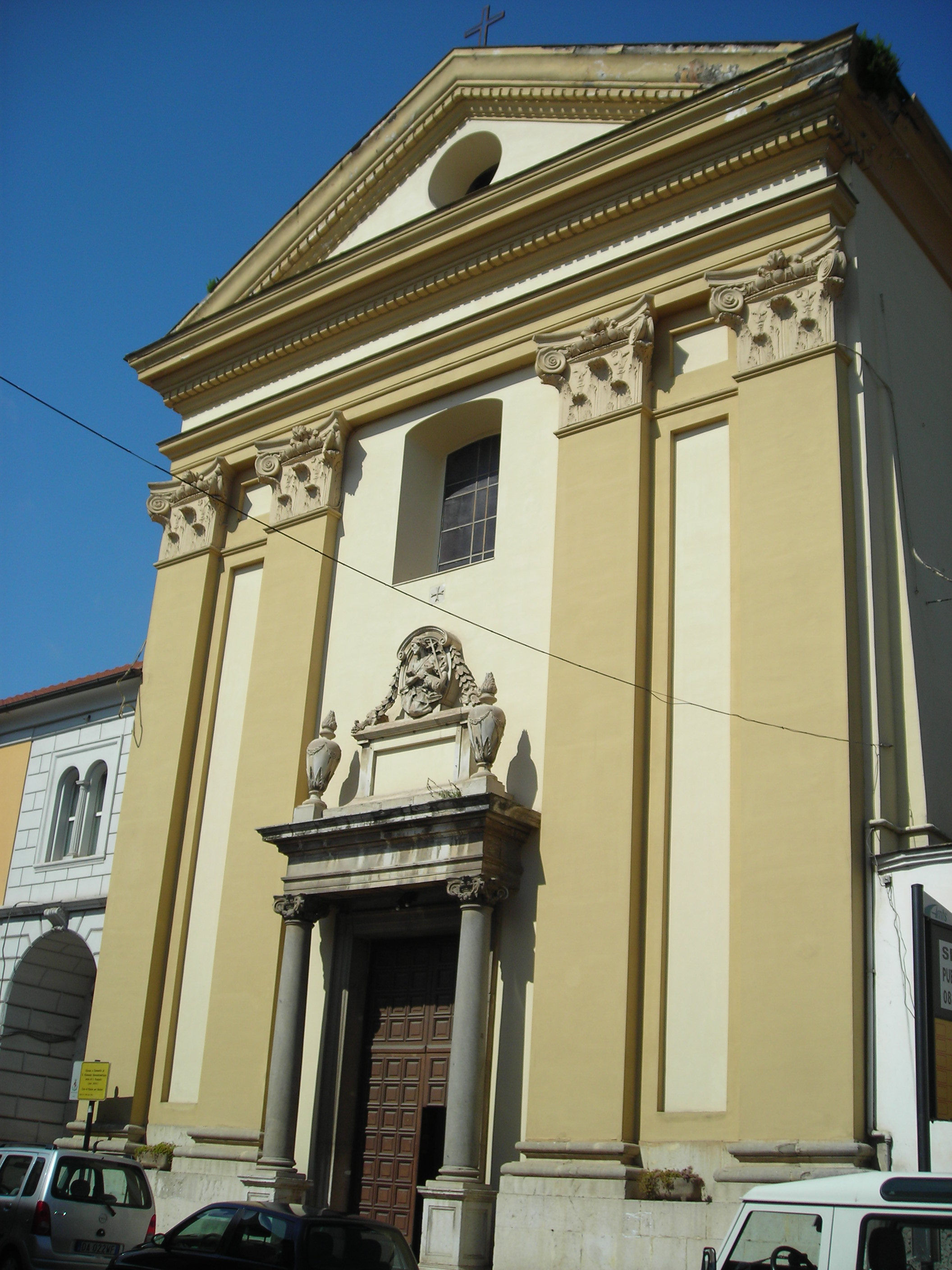
La chiesa di San Pasquale

Il rione Capodimonte - Ponticelli si trova in un'altra zona elevata della città ed è l'ultimo agglomerato urbano sviluppatosi a Benevento intorno agli anni '70, ad est del centro cittadino, dal quale è separato dal torrente San Nicola, affluente del fiume Calore. Da questo quartiere si può accedere direttamente alla zona industriale "Ponte Valentino". Ivi è ubicato il carcere di Benevento con la casa circondariale del Ministero della giustizia, la stazione dei Vigili del fuoco e due luoghi di culto: la chiesa di San Pasquale nella zona Ponticelli e quella di San Giuseppe Moscati nella zona Capodimonte.

### Contrade
- Ariella
- Cancelleria
- Casale Maccabei
- Cellarulo
- Ciancelle
- Cretarossa
- Epitaffio
- Madonna della Salute
- Montecalvo
- Mosti
- Olivola
- Pantano
- Piano Cappelle
- Pino
- Ponte Valentino
- Pontecorvo
- San Chirico
- San Vitale
- San Vito
- Scafa
- Santa Clementina
- Santa Colomba
- Torre Alfieri

### Altre località

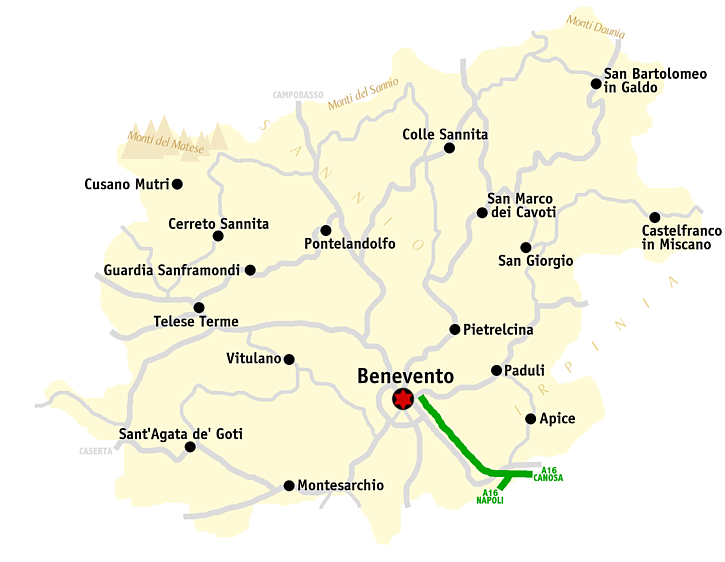
Benevento nella sua provincia.

Altre località rilevanti sparse per il territorio comunale di Benevento sono: Acquafredda, Badessa, Caprarella, Cardoncielli, Cardoni, Catalano, Chiumiento, Ciancelle, Ciofani, Coluonni, Cretazzo, Fontana Margiacca, Fontana Fabbricata, Fontanelle, Francavilla, Gran Potenza, Imperatore, La Francesca, La Vipera, Lammia, Le Murate, Mascambruni, Masseria del Ponte, Masseria Grasso, Merici, Monache, Monteguardia, Monte Pino, Murata, Pamparuottolo, Perrottiello, Pezzapiana, Piano Borea, Piano Morra, Pino, Ponte delle Tavole, Ponte dei Masi, Ripamorta, Ripazecca, Rosetiello, Roseto, San Cumano, San Domenico, San Francesco, San Liberatore, San Giovanni a Caprara, Sant'Angelo a Piesco, Sant'Angelo di Sotto, Sciabacca, Serretelle, Sponsilli, Torretta, Triemolo, Vallereccia.

## Economia

### Agricoltura
Il Beneventano è tradizionalmente una zona agricola. Sebbene questa attività interessi soprattutto i comuni della provincia, Benevento non fa eccezione, avendo nel suo territorio comunale ampie zone rurali. Tra le principali coltivazioni, l'uva, le olive e il tabacco.

### Industria
Il settore secondario è piuttosto dinamico, soprattutto al livello delle piccole imprese. L'industria più sviluppata è quella alimentare, che comunque non raggiunge grandi dimensioni: in particolare sono importanti le industrie dolciarie (produzione del famoso torrone), ma vi è anche lo storico pastificio Rummo. Sono presenti inoltre industrie tessili, edili, metalmeccaniche, di lavorazione delle pelli e del legno. Presente anche l'attività artigianale.

## Infrastrutture e trasporti

### Strade
- Raccordo autostradale 9 (e parallela SS7 Via Appia) → verso San Giorgio del Sannio-Castel del Lago (casello A16)
- Strada statale 7 Via Appia → verso Montesarchio-Caserta
- Strada statale 87 Sannitica → verso Morcone-Campobasso
- Strada statale 90 bis delle Puglie → verso Savignano Irpino-Foggia
- strada statale 212 della Val Fortore → verso Pietrelcina-San Marco dei Cavoti-San Bartolomeo in Galdo
- Strada statale 372 Telesina → verso Telese Terme-Caianello
- Tangenziale di Benevento

### Ferrovie
La stazione principale di Benevento è situata sulla linea Napoli - Foggia e pertanto risulta essere uno snodo tra Roma e la Puglia. Il collegamento con Napoli è assicurato inoltre dalla linea Benevento - Cancello, detta anche ferrovia Caudina, costruita nel 1913, ora gestita da MetroCampania NordEst (Eav) ma sospesa dal 2021. I restanti treni regionali qui attestati effettuano servizio verso Caserta, Avellino, Salerno, Foggia e Campobasso, benché su tali quattro ultime direttrici il servizio sia ormai svolto da autobus sostitutivi.
Le linee afferenti alla stazione di Benevento sono:
- linea Napoli - Foggia (linea fondamentale)
- linea Benevento - Cancello (sospesa dal 2021)
- linea Benevento - Avellino
- linea Benevento - Campobasso

Oltre alla menzionata stazione principale, la città dispone di 7 stazioni secondarie:

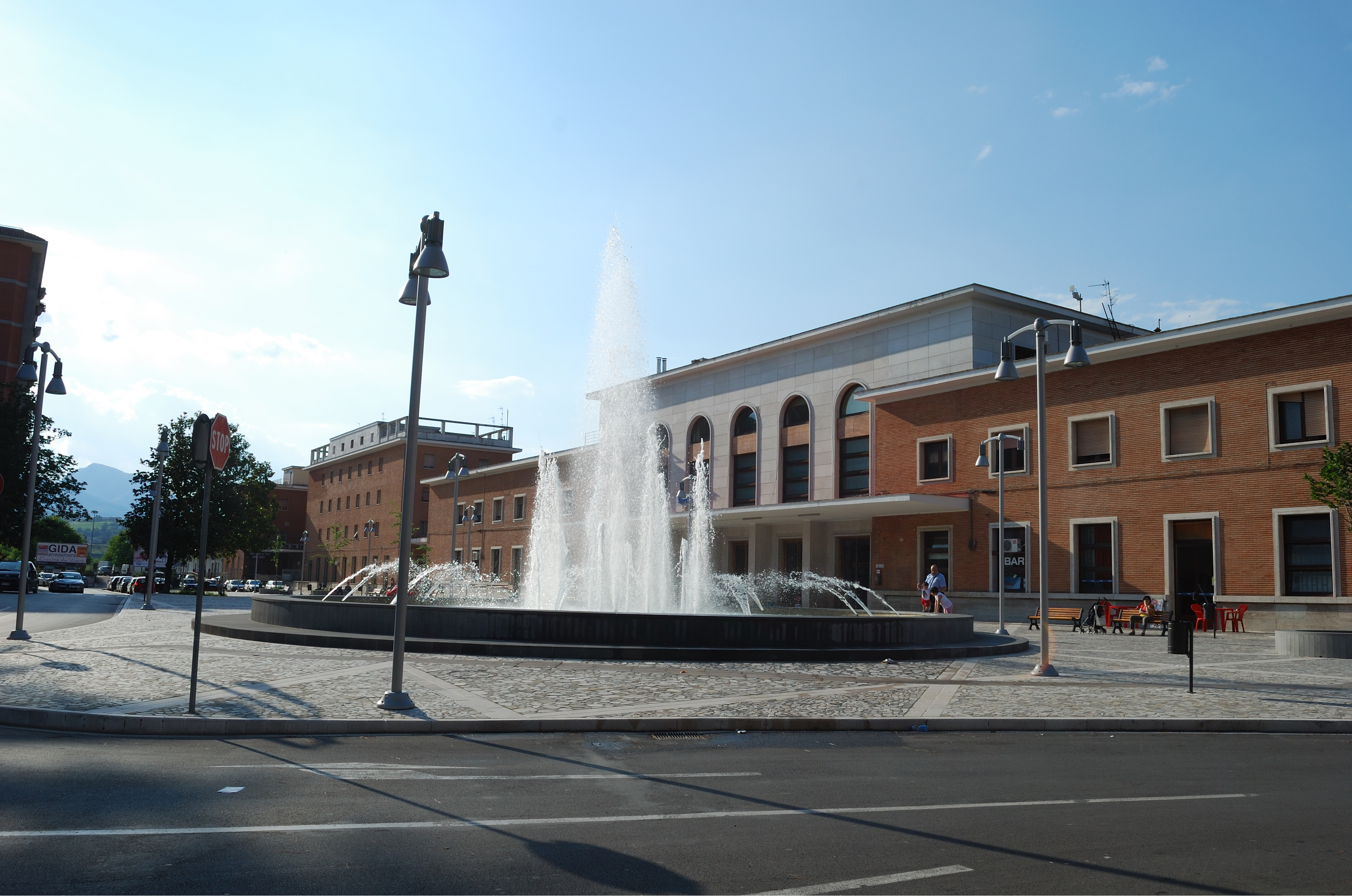
Stazione Centrale di Benevento, dopo la risistemazione della piazza antistante del 2013-2014

- Benevento Centrale (Piazza Colonna)
- Benevento Appia (sospesa e autosostituita)
- Benevento Rione Libertà (sospesa e autosostituita)
- Benevento Arco Traiano (sospesa e autosostituita)
- Benevento Porta Rufina (sospesa)
- Benevento Acquafredda (soppressa)
- Benevento Cese (soppressa)
- Benevento Pontecorvo (soppressa)

All'interno del territorio comunale di Benevento sorgono infine le due stazioni di Vitulano-Foglianise (in contrada Scafa) e Paduli sul Calore (nell'area industriale di Ponte Valentino), entrambe ricostruite ex-novo secondo criteri moderni ed inaugurate nel 1997 ma poi definitivamente chiuse tra il 2000 e il 2005, nonché la dismessa stazione di San Vito-Cretazzo, attiva come capolinea temporaneo della ferrovia Benevento-Cancello negli anni 1910.

### Aeroporti

Pista dell'Aeroporto di Benevento-Olivola

- Benevento-Olivola (BEO) 3 km; (aviosuperficie per attività turistica, ultraleggeri)

### Mobilità urbana
I trasporti urbani e interurbani di Benevento vengono svolti dalla società Trotta Bus Services e Autoservizi Irpini, mentre sono stati gestiti fino al 14 gennaio 2017 da AMTS.

## Amministrazione
| Nome                | Mandato         | Mandato         | Partito                    |
| Nome                | Inizio          | Fine            | Partito                    |
| ------------------- | --------------- | --------------- | -------------------------- |
| Pasquale Viespoli   | 7 dicembre 1993 | 23 maggio 1996  | Movimento Sociale Italiano |
| Armando Levante     | 23 maggio 1996  | 2 dicembre 1996 | Commissario prefettizio    |
| Pasquale Viespoli   | 2 dicembre 1996 | 5 aprile 2001   | Alleanza Nazionale         |
| Giuseppe Giordano   | 6 aprile 2001   | 29 maggio 2001  | Commissario prefettizio    |
| Sandro D'Alessandro | 30 maggio 2001  | 29 maggio 2006  | Alleanza Nazionale         |
| Fausto Pepe         | 30 maggio 2006  | 15 maggio 2011  | UDEUR Partito Democratico  |
| Fausto Pepe         | 15 maggio 2011  | 20 giugno 2016  | UDEUR Partito Democratico  |
| Clemente Mastella   | 20 giugno 2016  | 22 ottobre 2021 | Forza Italia Noi Campani   |
| Clemente Mastella   | 22 ottobre 2021 | in carica       | UDEUR                      |

## Sport

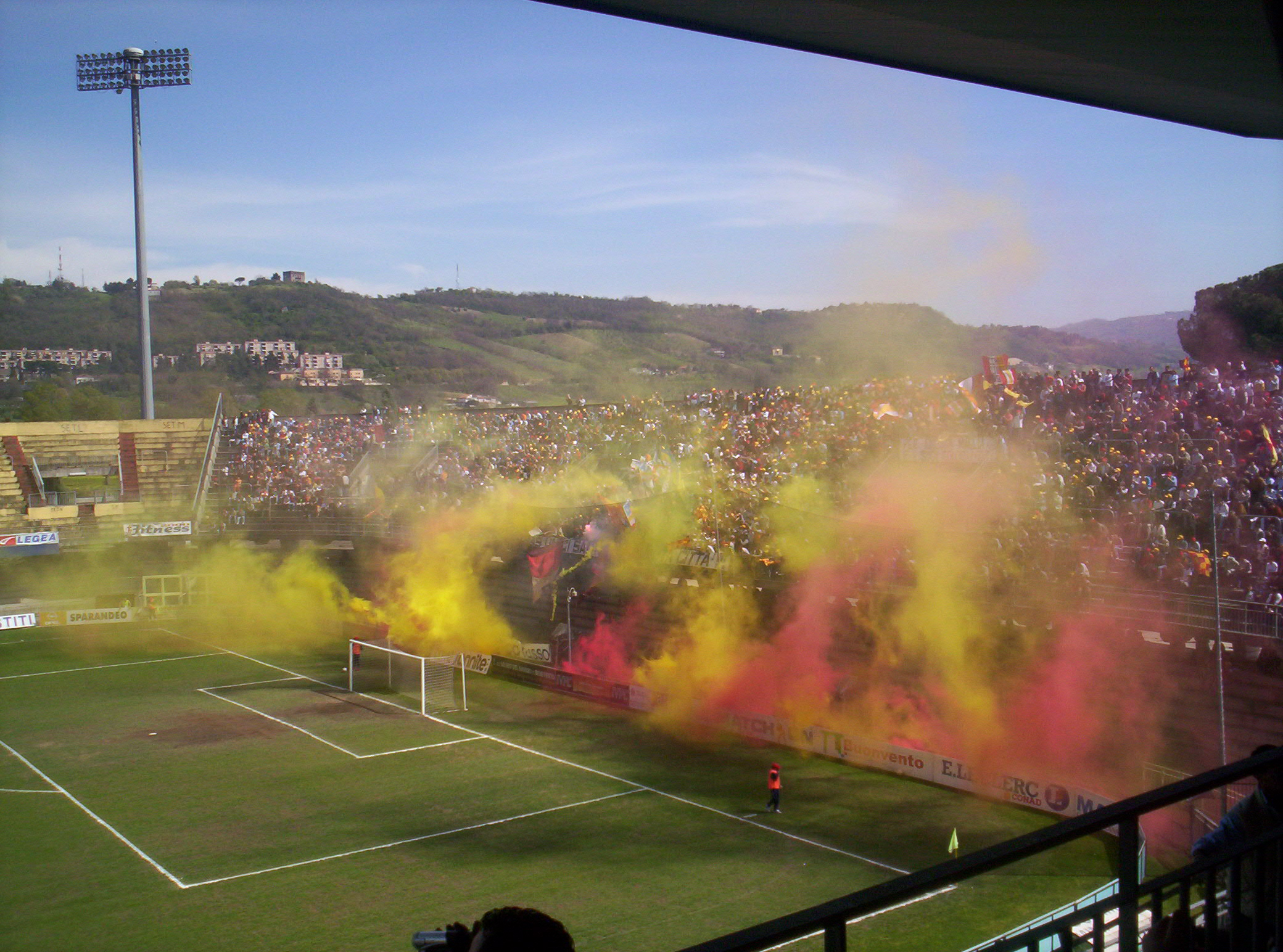
La coreografia giallorossa dei tifosi del Benevento allo Stadio Ciro Vigorito

### Atletica leggera
- Libertas Amatori Atletica Benevento, la principale società cittadina, nata nel 1978.

Sono presenti anche associazioni sportive dilettantistiche:
- Amatori Podismo Benevento, Astro 2000, Podisti Alto Sannio.

Due sono le maggiori manifestazioni di atletica:
- Strabenevento, che si svolge il 1º maggio, organizzata dalla Podismo Amatori Benevento;
- Mezza Maratona del Sannio, che si svolge la seconda domenica del mese di ottobre ed è organizzata dalla Podisti Alto Sannio.

### Calcio
- Il Benevento Calcio, fondato nel 1929, è stato promosso per la prima volta nella sua storia in Serie B il 30 aprile 2016. Ha poi ottenuto anche la prima promozione in Serie A l'8 giugno 2017, e una seconda il 31 luglio 2020. Nella stagione 2024-2025 milita in Serie C.
- La Forza e Coraggio Benevento milita in Promozione campana ed ha disputato due campionati di Serie D.

### Calcio a 5
- Il Benevento 5, che nella primavera del 2024 ha conquistato la storica promozione in Serie A (calcio a 5)[55]
- La Virtus Benevento Calcio a 5, sciolta nel 2007, ha disputato un campionato di Serie A2.
- Il Maleventum, che disputa il campionato di Serie C1[senza fonte]
- La Stregoni Five Soccer, che milita in Serie C2[senza fonte]

### Ciclismo
Per otto volte Benevento è stata sede di arrivo di tappa del Giro d'Italia:
- 1925 7ª tappa Bari-Benevento, vinta da Costante Girardengo;
- 1965 4ª tappa Rocca di Cambio-Benevento, vinta da Adriano Durante;
- 1971 3ª tappa Potenza-Benevento, vinta da Ercole Gualazzini;
- 1973 11ª tappa Lanciano-Benevento, vinta da Roger De Vlaeminck;
- 1978 7ª tappa Silvi Marina-Benevento, vinta da Giuseppe Saronni;
- 2002 10ª tappa Maddaloni-Benevento, vinta da Robbie McEwen;
- 2009 18ª tappa Sulmona-Benevento, vinta da Michele Scarponi;
- 2016 5ª tappa Praia a Mare-Benevento, vinta da André Greipel.

Per una volta invece è stata sede di partenza di tappa:
- 2015 9ª tappa Benevento-San Giorgio del Sannio.

### Karate
- La Seishinkan Benevento, fondata nel 1998, è la società più famosa[56].

### Pallacanestro
- La Magic Team 92 Benevento, che ha disputato come massimo campionato la Serie B;
- La Meomartini Benevento, che milita in serie C
- La Cestistica Benevento, militante in Serie B Interregionale (pallacanestro maschile)

### Pallavolo
- La Volley Benevento, formazione maschile, che dalla stagione 2013-14, milita in serie B2. La formazione femminile ha disputato, nella stagione 2016-17, il campionato di serie B1.

### Rugby
- Il Rugby Benevento, nato nel 1966, è stato campione italiano under 15 nel campionato 2005/2006 e campione italiano under 19 nel 2006/2007;
- L'Unione Rugby Sannio, nata nel 1998 dalla scissione di alcuni soci del Rugby Benevento, milita in serie B;
- La Gladiatori Sanniti, franchigia non più esistente, che ha militato in Serie A2.

### Pallamano
- La squadra maschile cittadina di pallamano          "Pallamano Benevento" gioca in serie A2.
- La squadra maschile cittadina di pallamano "Valentino Ferrara" gioca in serie A2

### Impianti sportivi
In città sono presenti:
- 4 stadi:
  - Stadio Ciro Vigorito, già Stadio Santa Colomba, dedicato al calcio, inaugurato il 9 settembre 1979. Reintitolato nel 2010 a Ciro Vigorito.
  - Stadio Gennaro Meomartini, dedicato al calcio, sito al Rione libertà.
  - Stadio Pacevecchia, dedicato al rugby
  - Stadio Mellusi, sito nell'omonimo quartiere
- 2 impianti polivalenti coperti:
  - Palatedeschi
  - PalaSannio
  - Pala "ValentinoFerrara"
  - Pala "Parente"